# Đồ gốm hoa lam

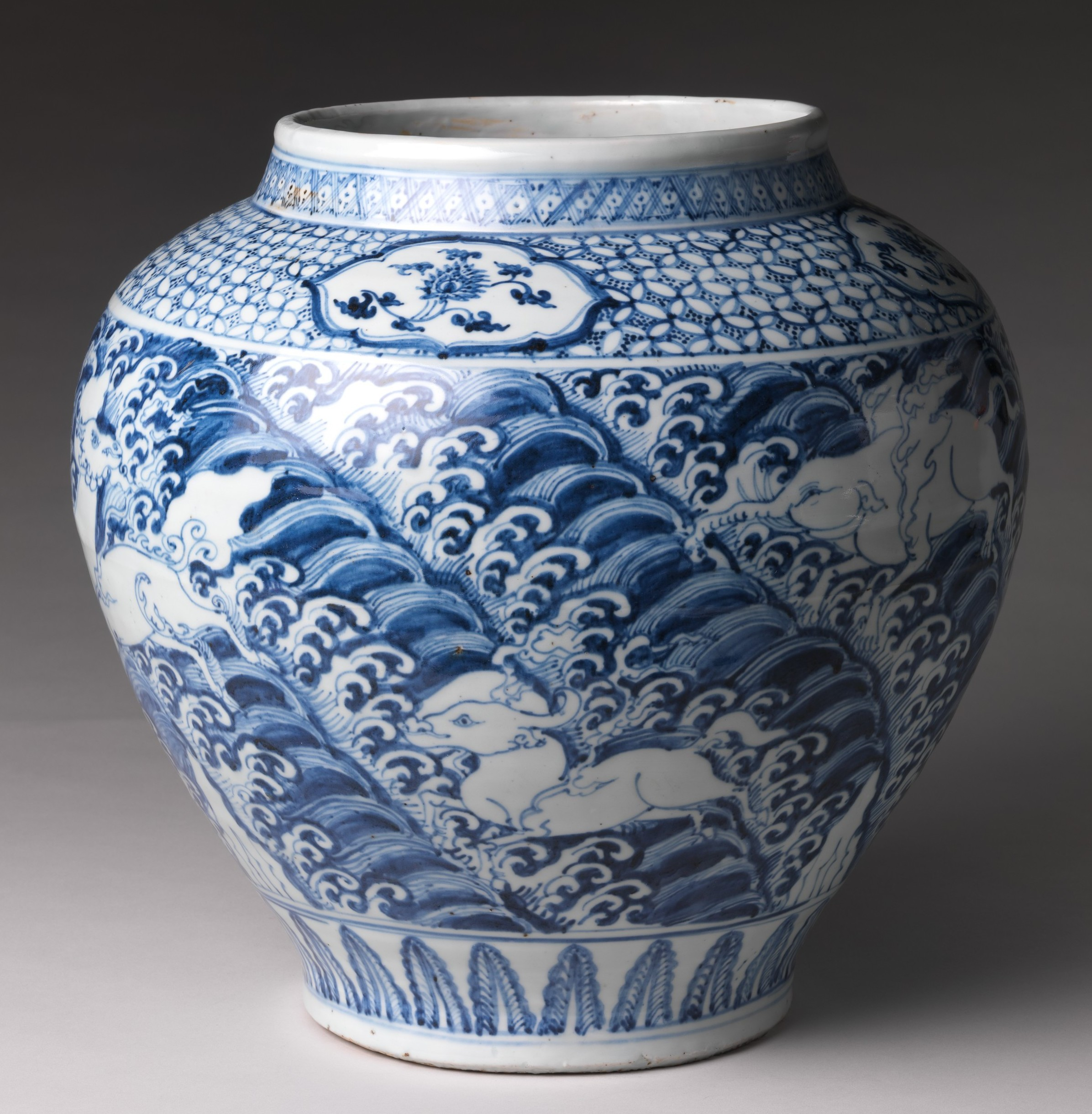
Bình gốm hoa lam Trung Hoa, thời Minh, giữa thế kỷ 15.

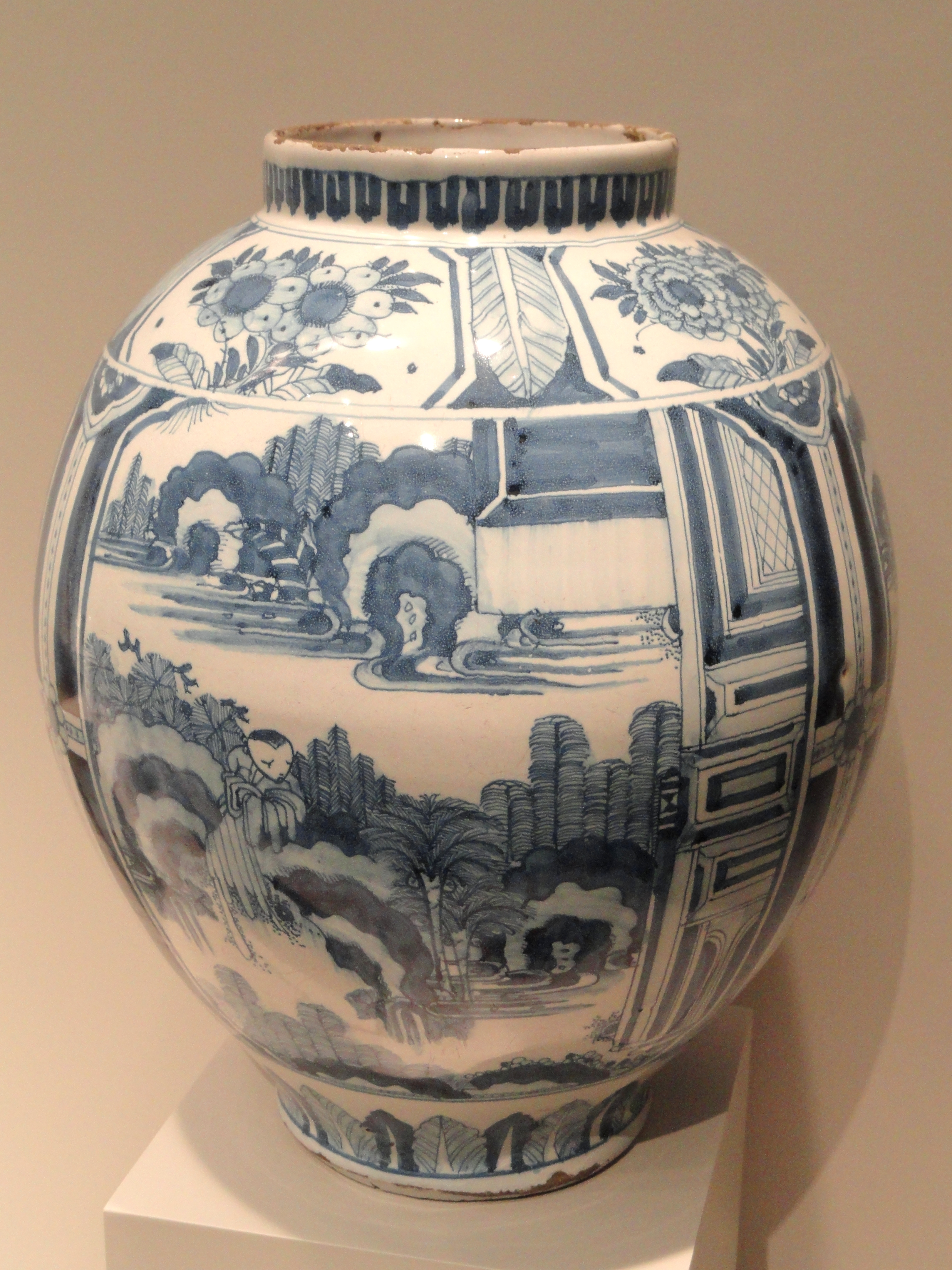
Vò gốm Delf của Hà Lan theo phong cách Nhật Bản, khoảng năm 1680.

Đồ gốm hoa lam (tiếng Trung: 青花瓷; bính âm: qīng-huā-cí, Hán-Việt: thanh hoa từ, nghĩa đen: sứ hoa lam/sứ thanh hoa) bao gồm một thể loại lớn đồ gốm và đồ sứ trắng được trang trí dưới men bằng bột màu xanh lam, nói chung là cobalt oxide. Trang trí nói chung được thực hiện bằng tay, ban đầu là bằng các bút vẽ, nhưng ngày nay là bằng tô khuôn hay in chuyển, mặc dù các phương pháp khác cũng từng được sử dụng. Bột màu cobalt là một trong rất ít chất màu có thể chịu được nhiệt độ nung cao theo yêu cầu, cụ thể là đối với đồ sứ, phần nào giải thích cho sự phổ biến lâu dài của nó. Trong lịch sử, nhiều màu sắc khác yêu cầu trang trí trên men và sau đó nung lại lần hai ở nhiệt độ thấp hơn để khắc phục điều đó.
Nguồn gốc của phong cách trang trí này được cho là bắt nguồn từ Iraq, khi các thợ thủ công ở Basra tìm cách mô phỏng đồ sành trắng nhập khẩu từ Trung Quốc bằng gốm trắng tráng men thiếc của riêng họ và thêm các họa tiết trang trí bằng các loại men xanh. Những đồ gốm "xanh và trắng" thời Abbas như vậy đã được tìm thấy ở Iraq ngày nay có niên đại từ thế kỷ 9, nhiều thập kỷ sau khi mở hải trình trực tiếp từ Iraq đến Trung Quốc.
Sau đó, tại Trung Quốc phong cách trang trí dựa trên các dạng thực vật lượn sóng trải dài trên vật thể đã được hoàn thiện và được sử dụng phổ biến nhất. Trang trí xanh lam và trắng lần đầu tiên được sử dụng rộng rãi trong đồ sứ Trung Quốc vào thế kỷ 14, sau khi bột màu cobalt cho màu xanh lam bắt đầu được nhập khẩu từ Ba Tư. Nó đã được xuất khẩu rộng rãi, và tạo cảm hứng cho các loại đồ gốm mô phỏng trong đồ gốm Hồi giáo, và đồ gốm tại Nhật Bản cũng như sau đó là đồ đất nung tráng men thiếc của châu Âu như đồ gốm Delft và sau khi kỹ thuật này được phát hiện vào thế kỷ 18 là đồ sứ châu Âu. Đồ gốm hoa lam trong tất cả các truyền thống này vẫn tiếp tục được sản xuất, hầu hết đều sao chép các phong cách trước đó.

## Nguồn gốc và sự phát triển

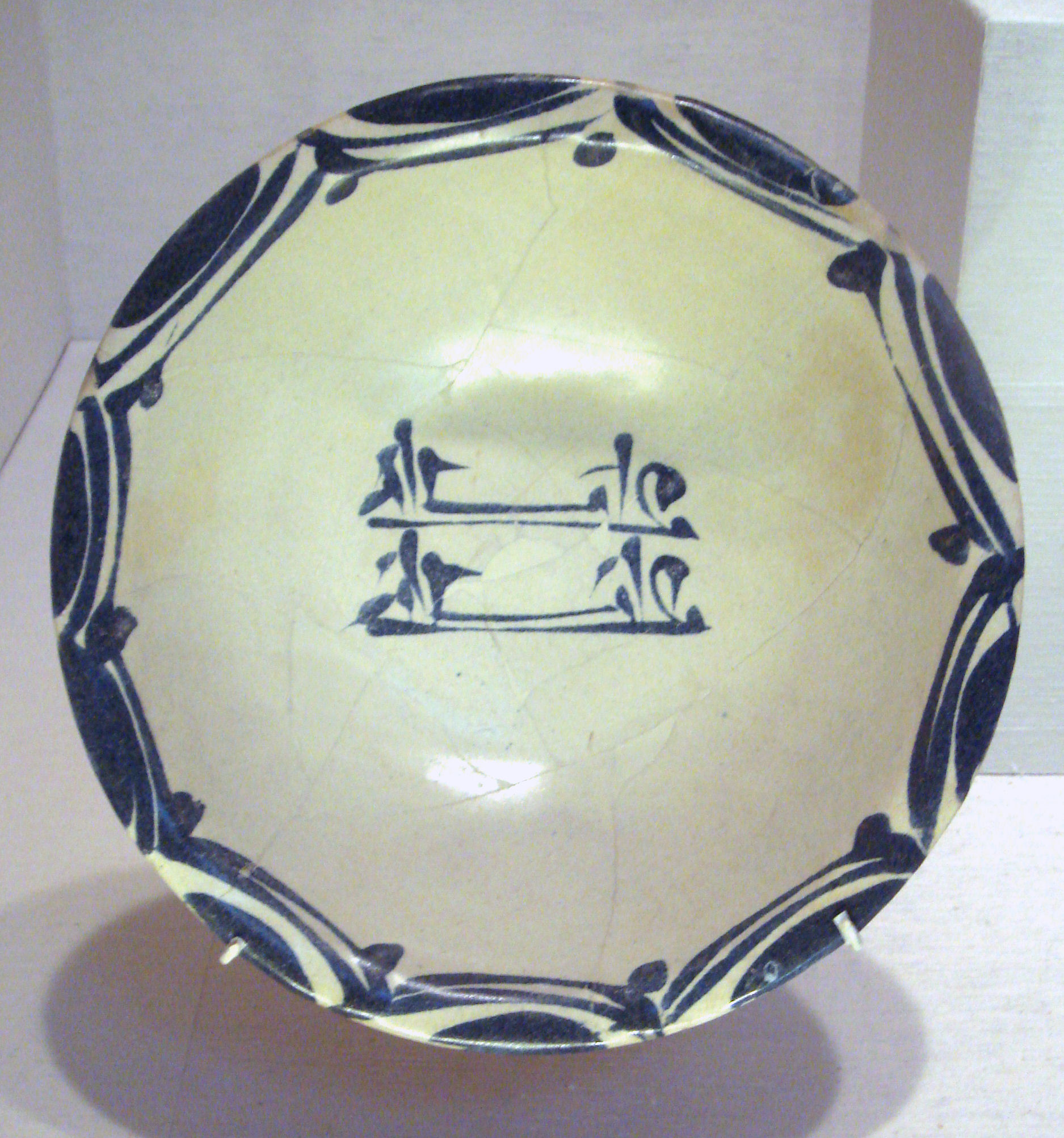
Cái bát bằng đất nung tráng men thiếc Hồi giáo, với trang trí xanh lam và trắng, Iraq, thế kỷ 9. Hai dòng chữ thư pháp Ả Rập là ghibta, nghĩa là "hạnh phúc".

### Gốm hoa lam thời Đường và Tống

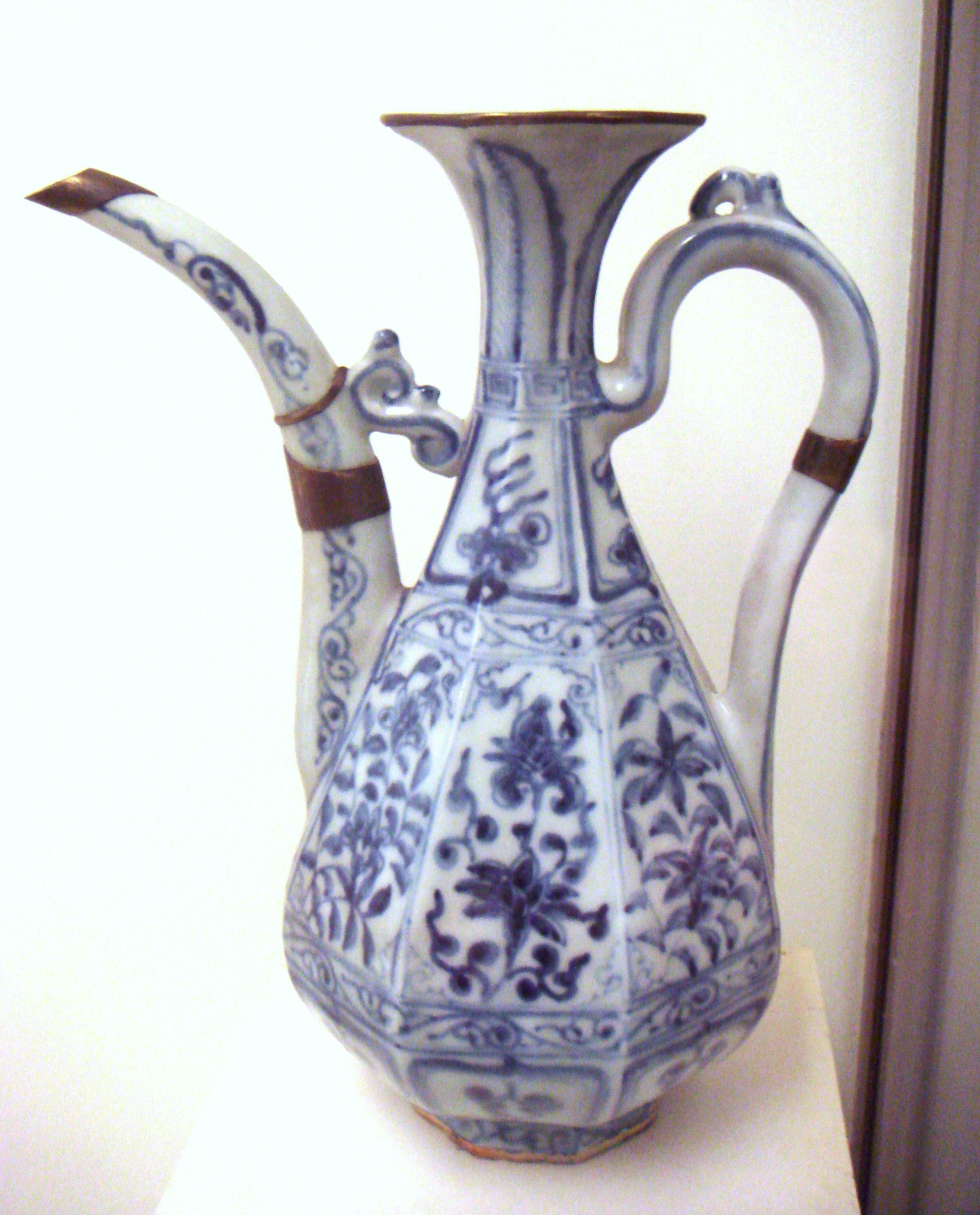
Đồ gốm hoa lam Trung Hoa thời kỳ đầu, khoảng năm 1335, thời Nguyên; đồ gốm Cảnh Đức Trấn.

### Thế kỷ 14

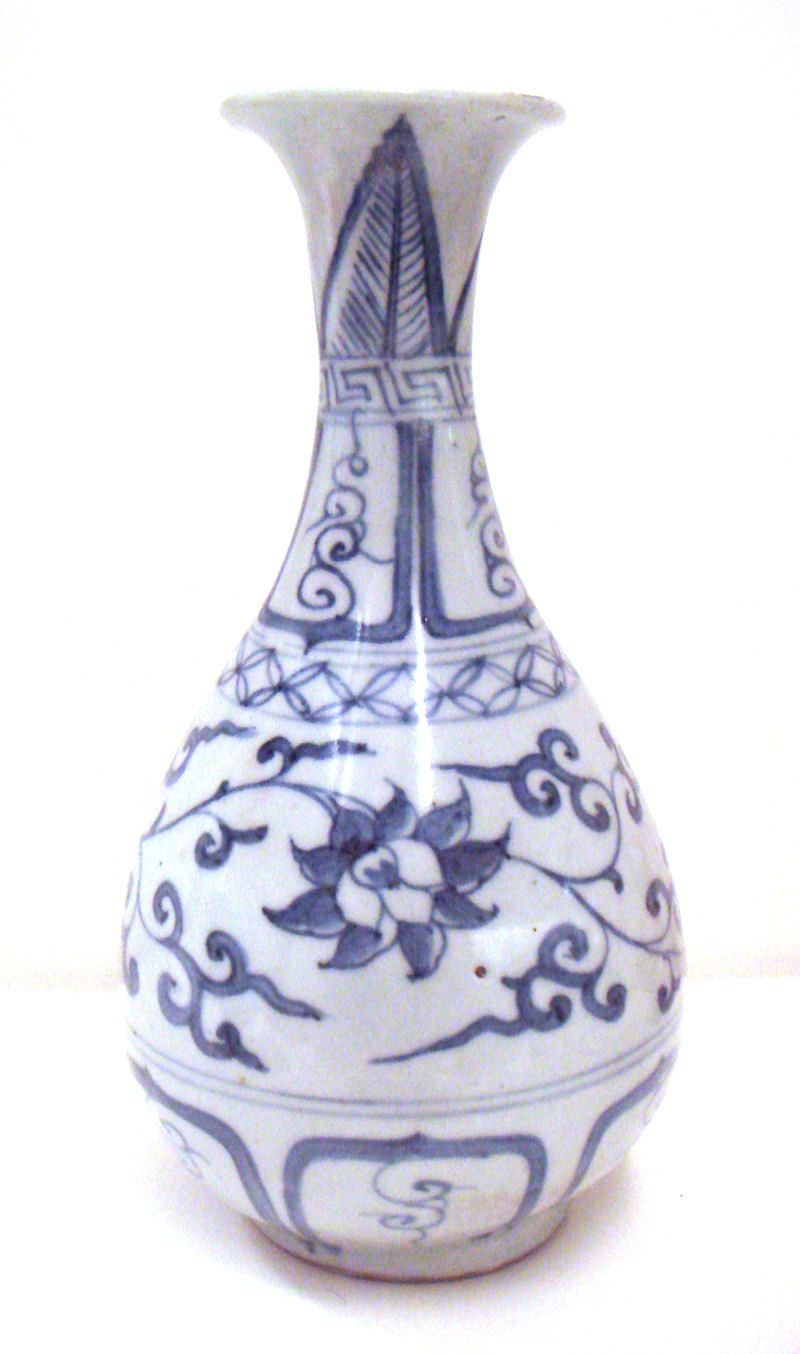
Lọ gốm hoa lam thời kỳ đầu, nửa đầu thế kỷ 14, Cảnh Đức Trấn.
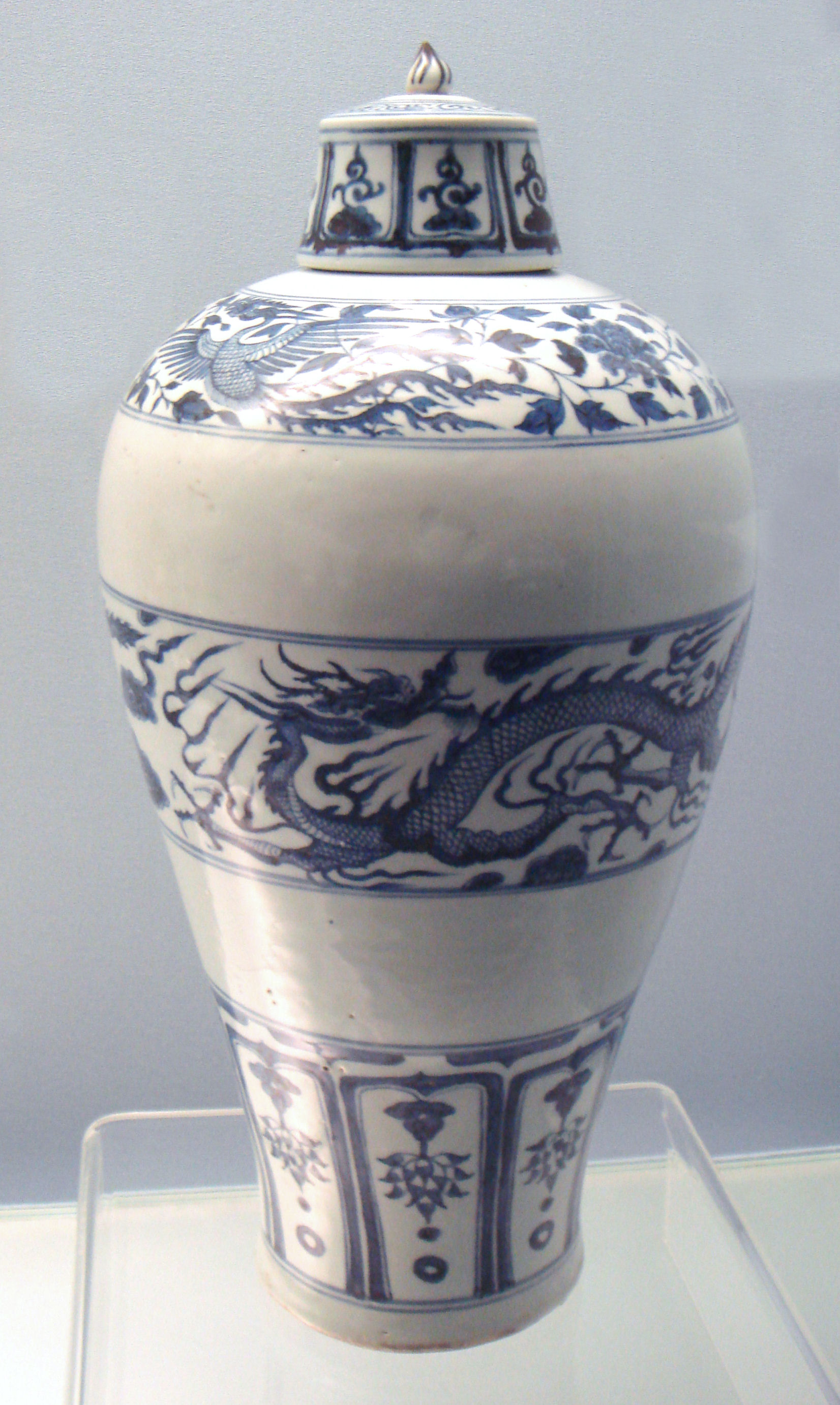
Bình gốm hoa lam thời Nguyên (1271-1368), Cảnh Đức Trấn, khai quật tại tỉnh Giang Tây.
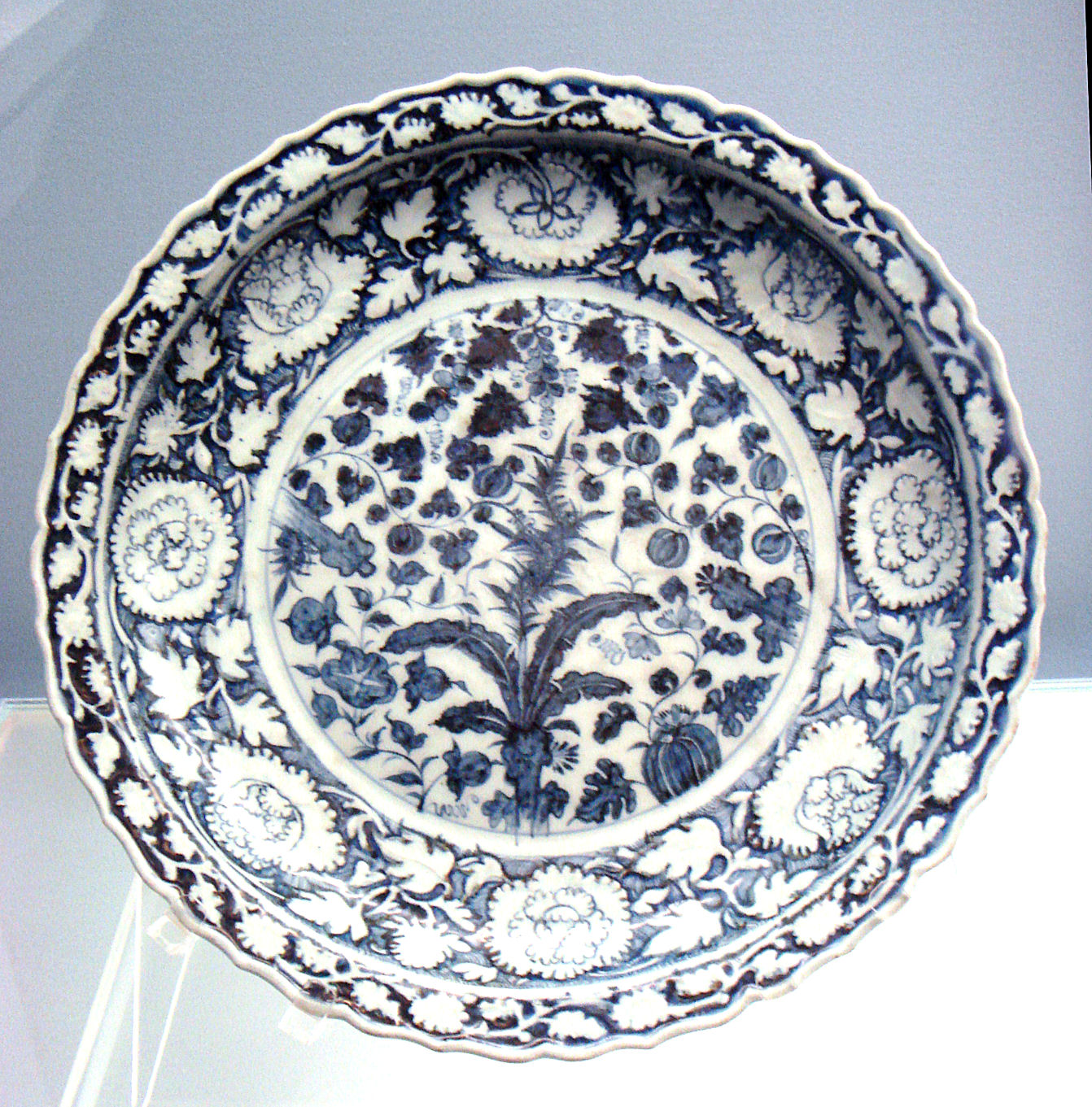
Đĩa sứ hoa lam, Cảnh Đức Trấn, thời Nguyên (1271-1368).
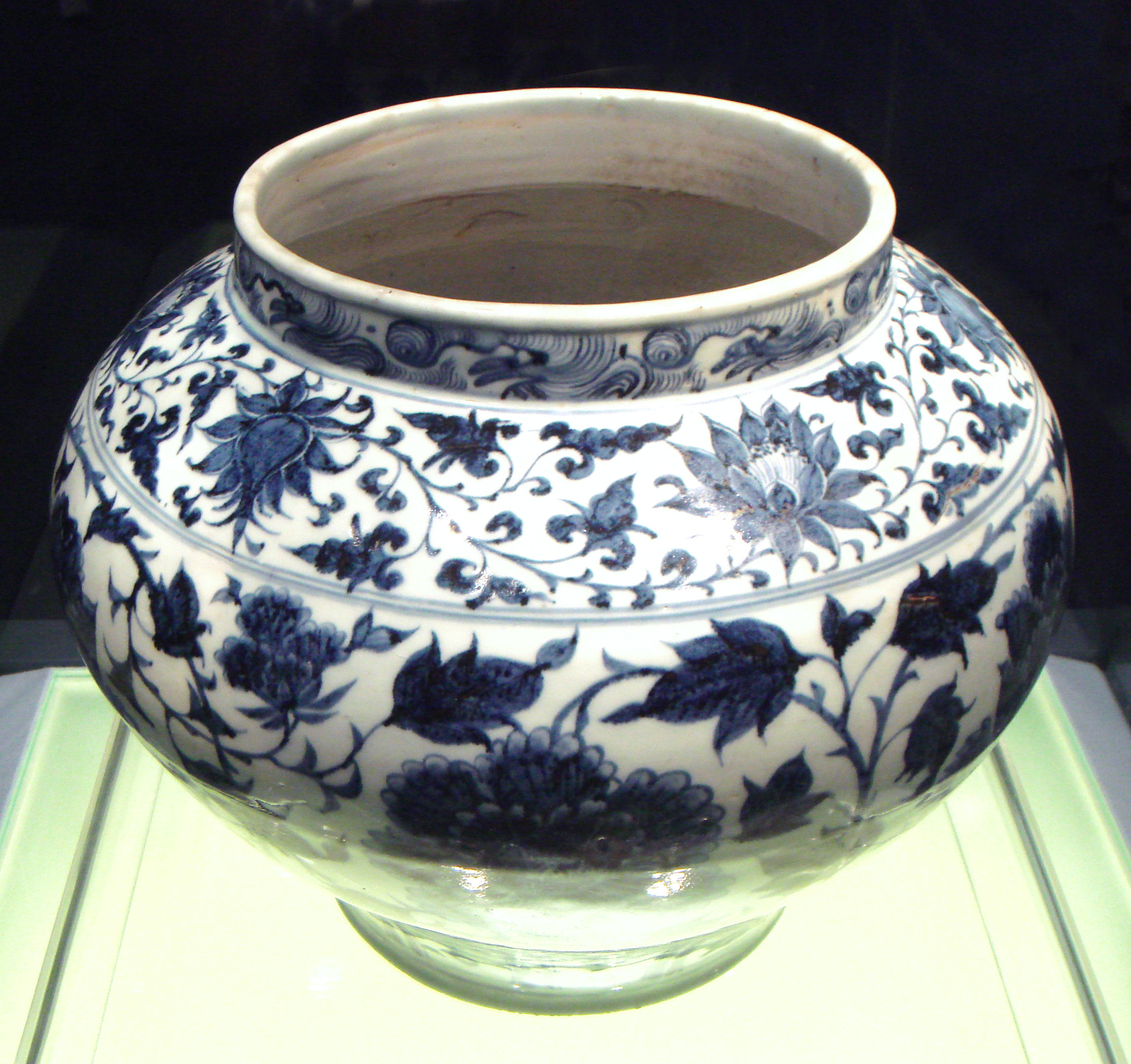
Hũ sứ hoa lam, Cảnh Đức Trấn, thời Nguyên (1271-1368).
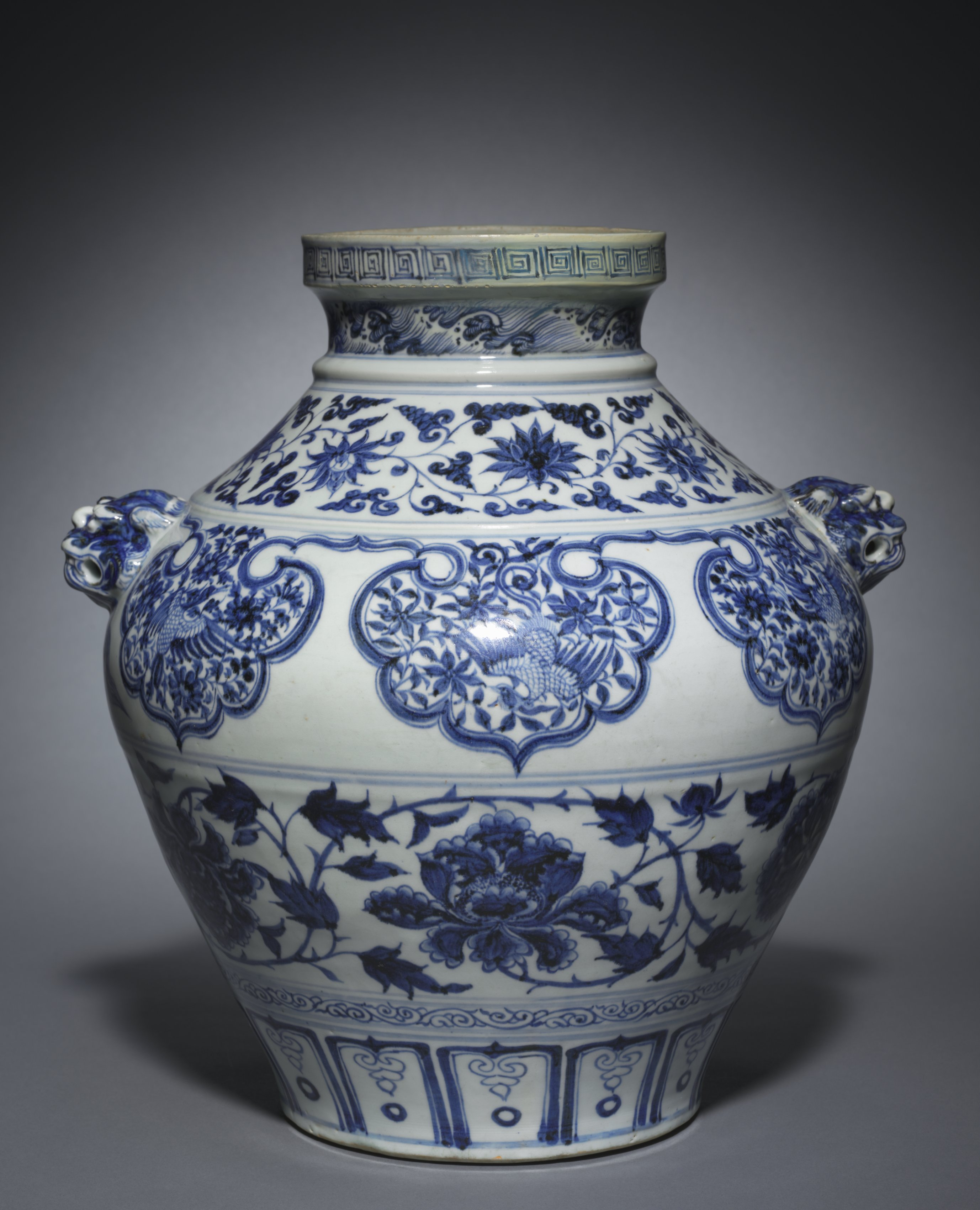
Hũ gốm hoa lam, trước 1330.

### Thế kỷ 15

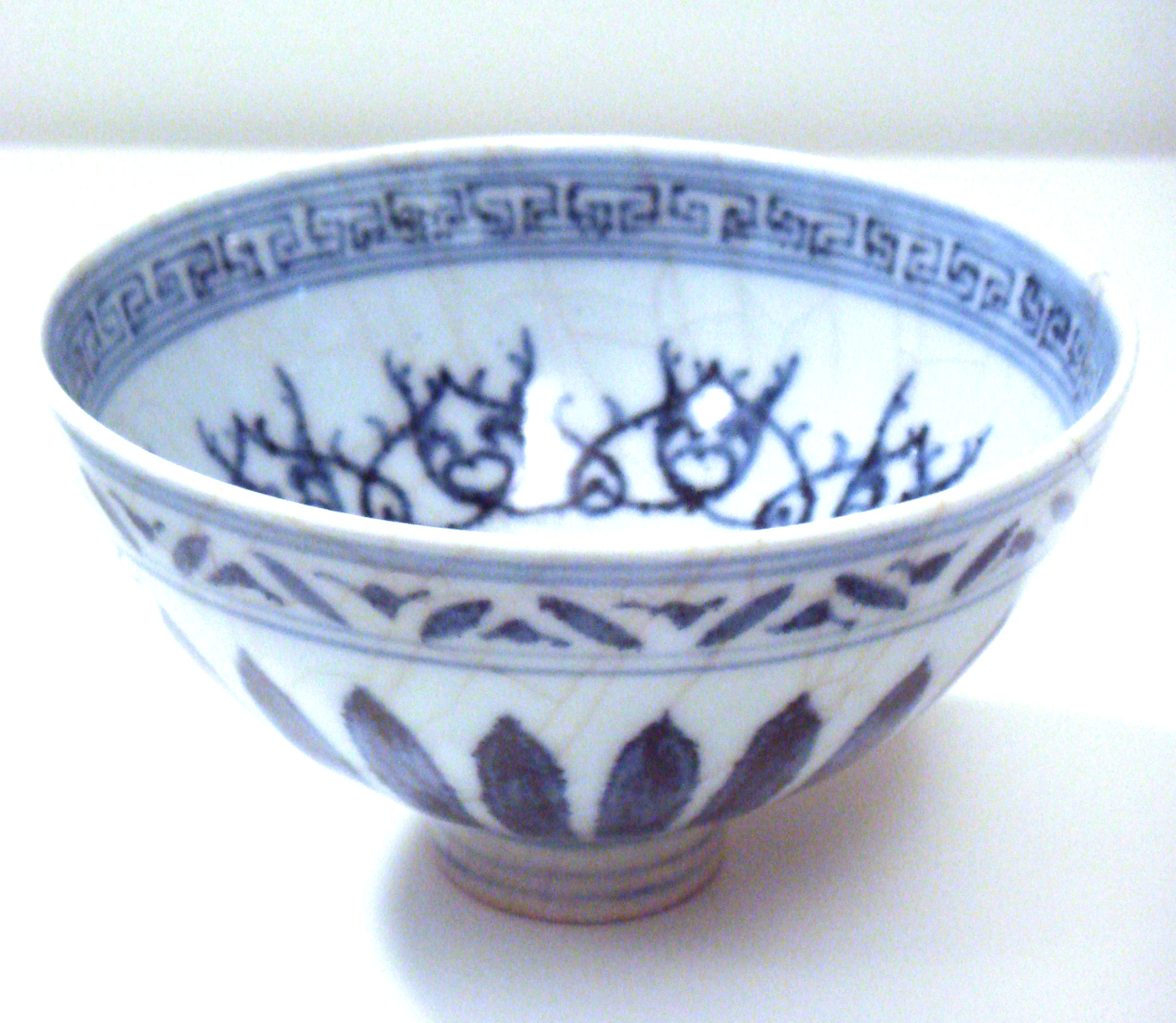
Bát sứ hoa lam, Cảnh Đức Trấn, Minh Vĩnh Lạc (1403-1424).
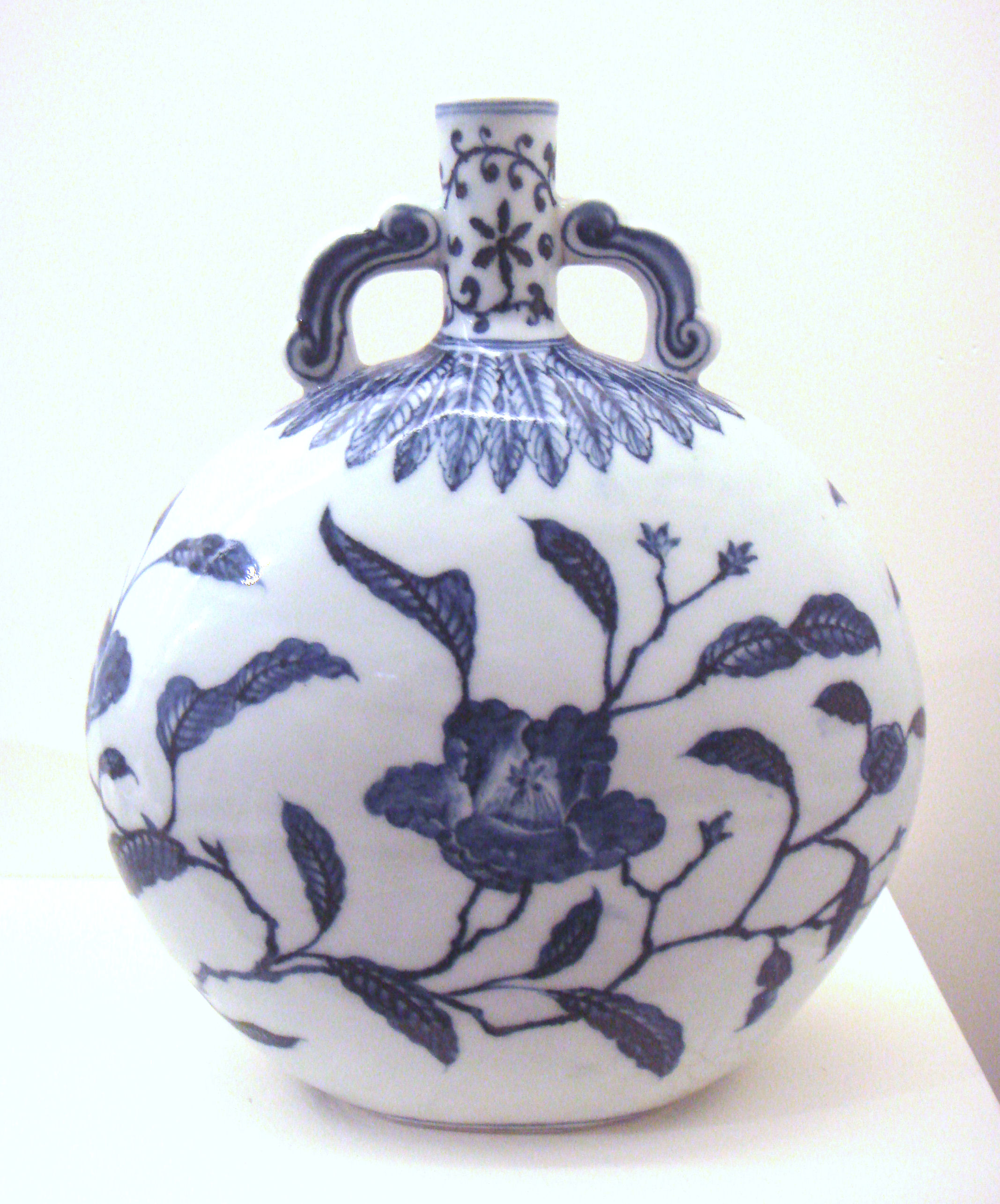
Vò sứ hoa lam, Cảnh Đức Trấn, Minh Vĩnh Lạc (1403-1424).
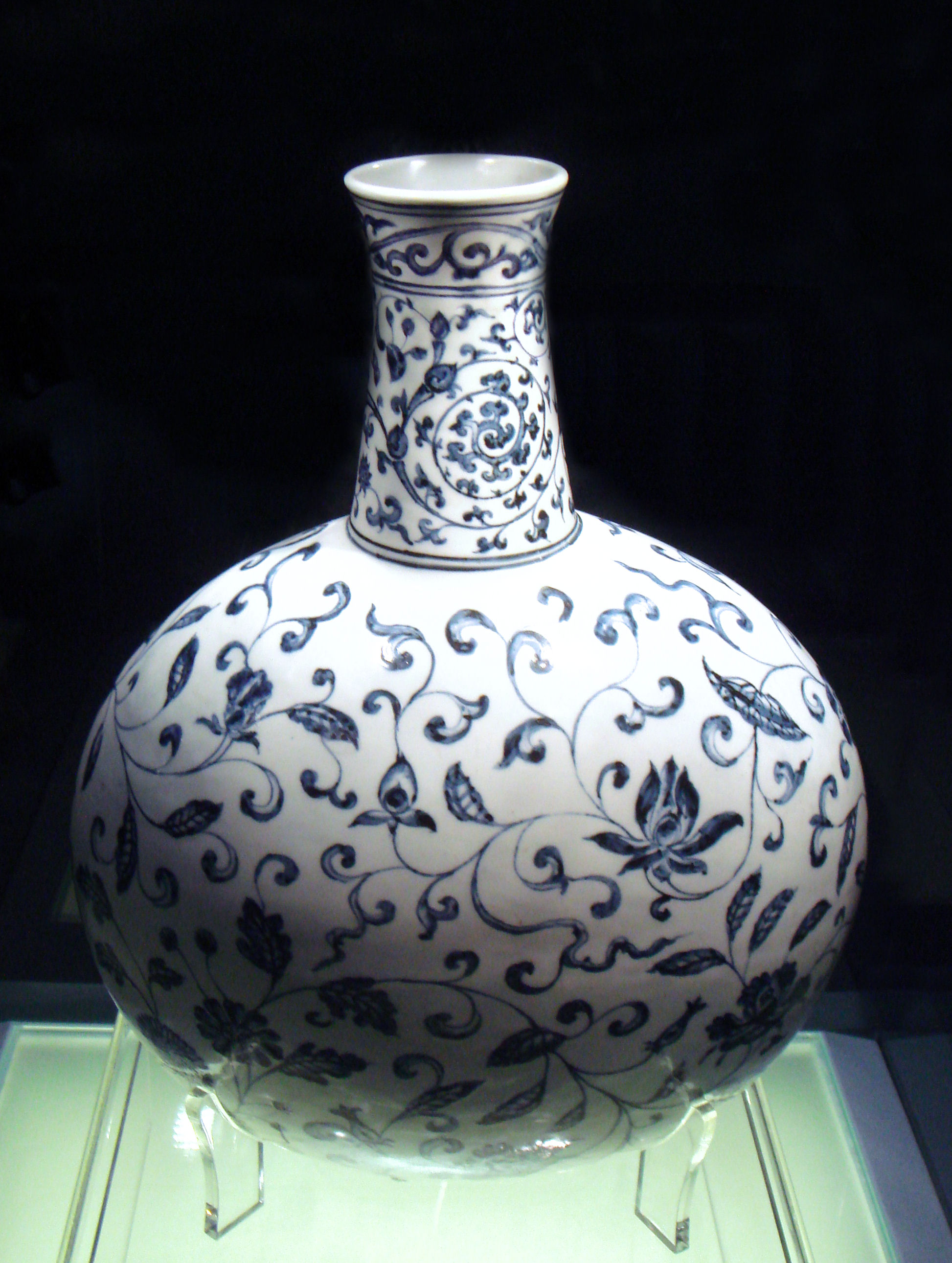
Lọ sứ hoa lam, Cảnh Đức Trấn, Minh Vĩnh Lạc (1403-1424).
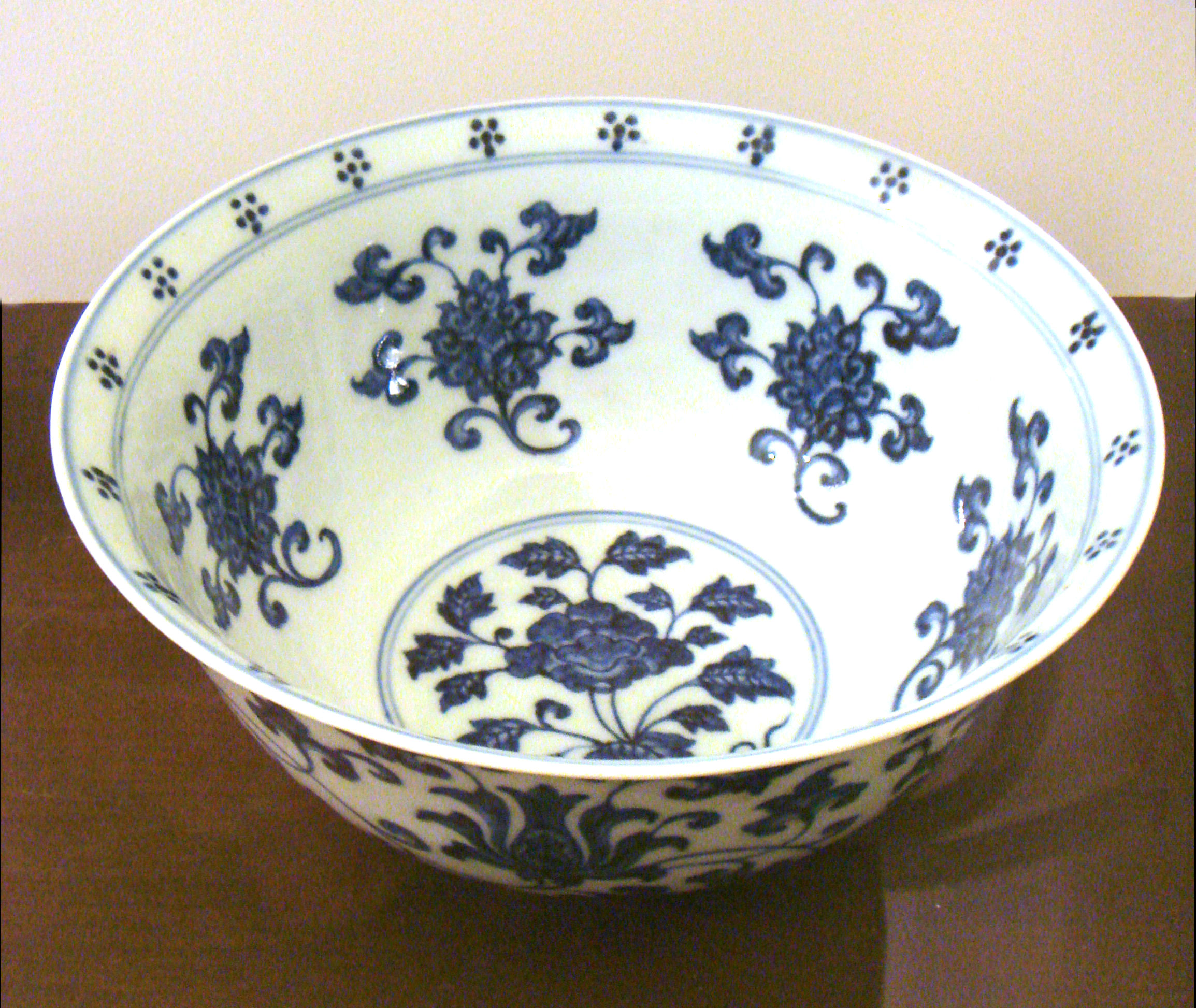
Bát sứ hoa lam, Minh Tuyên Đức (1425-1435).

### Thế kỷ 16

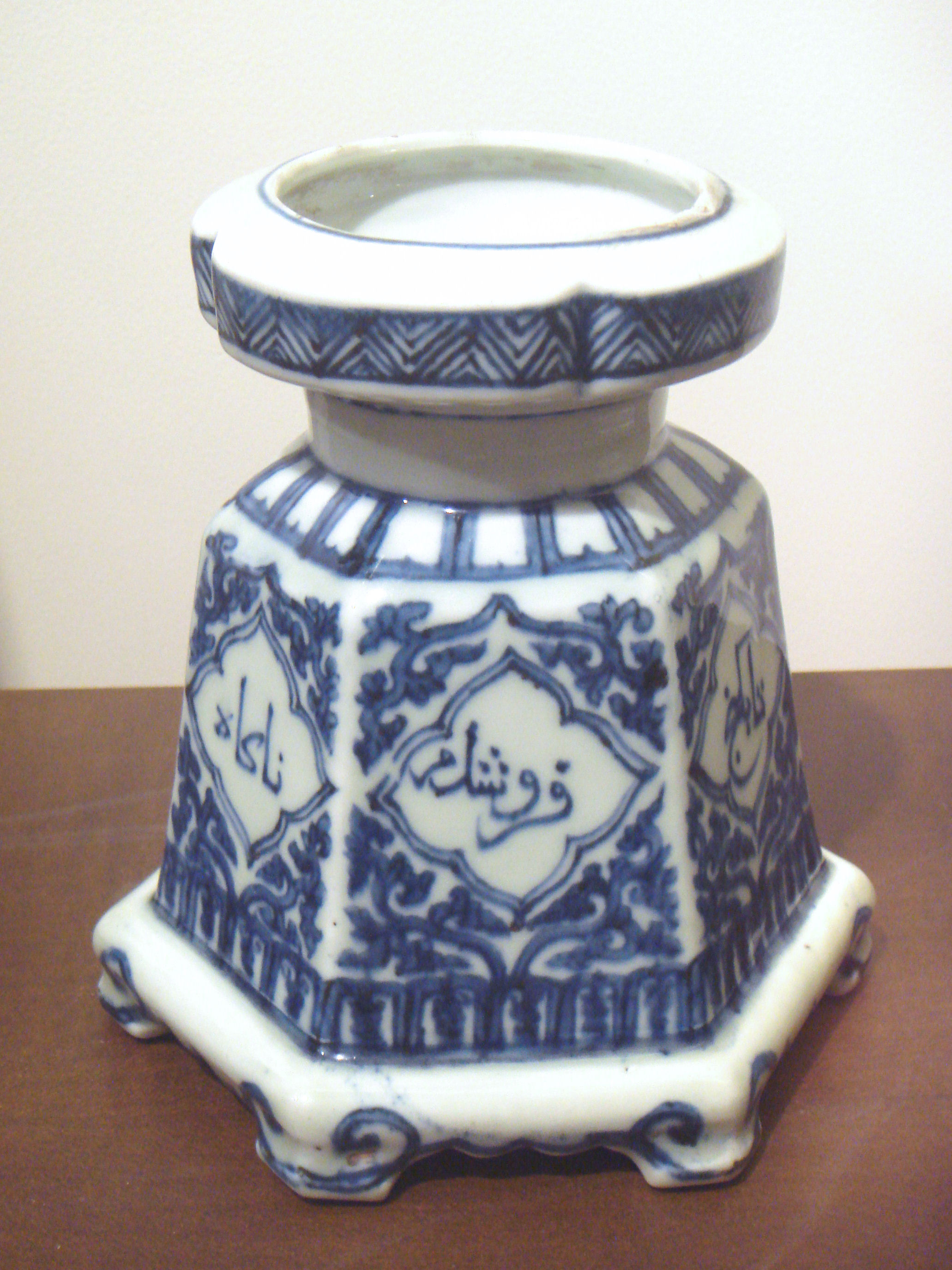
Hũ sứ hoa lam với văn tự Ba Tư, thời Minh Chính Đức (1506-1521).
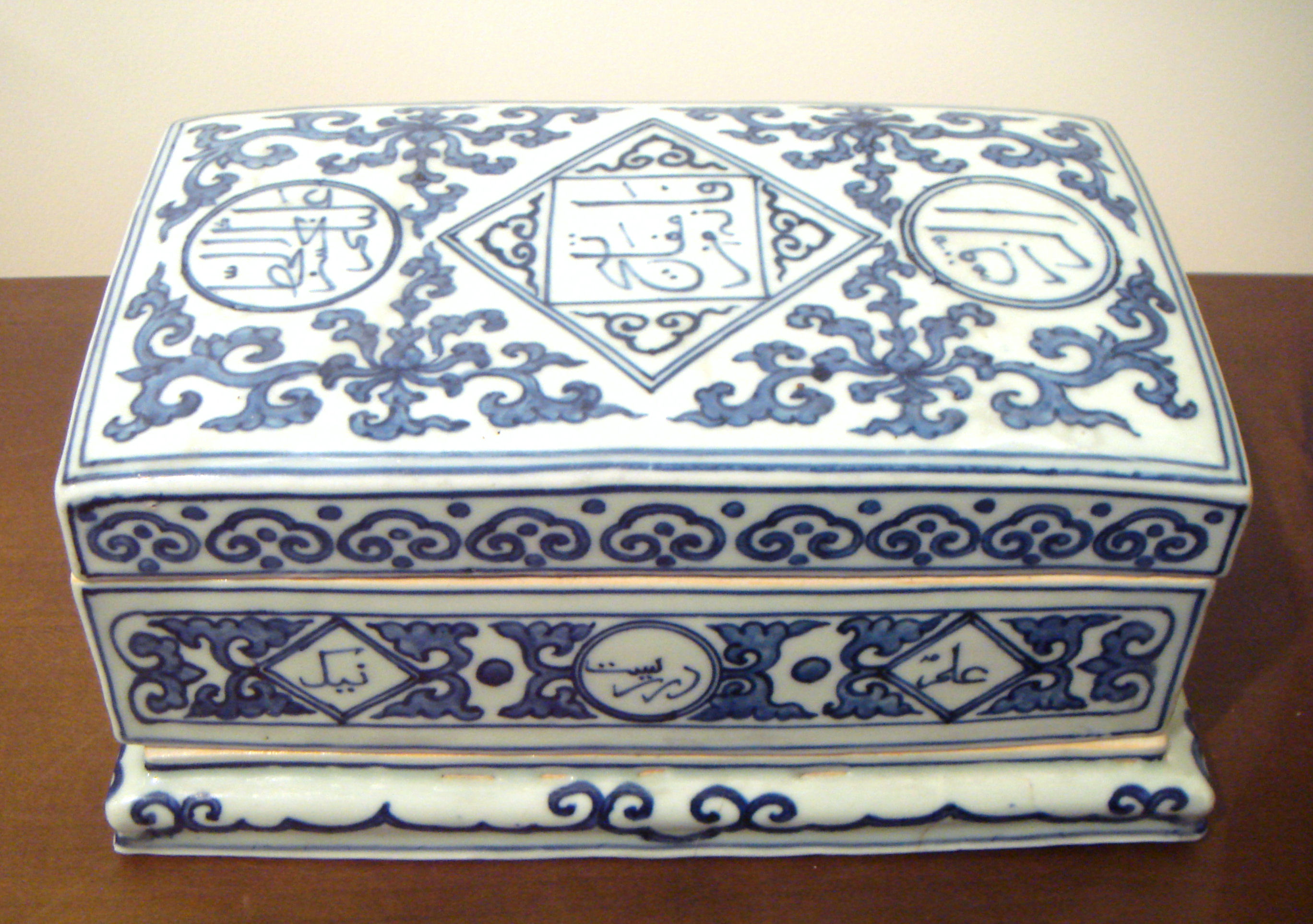
Hộp sứ hoa lam với các chữ Ả Rập và Ba Tư, Minh Chính Đức (1506-1521).
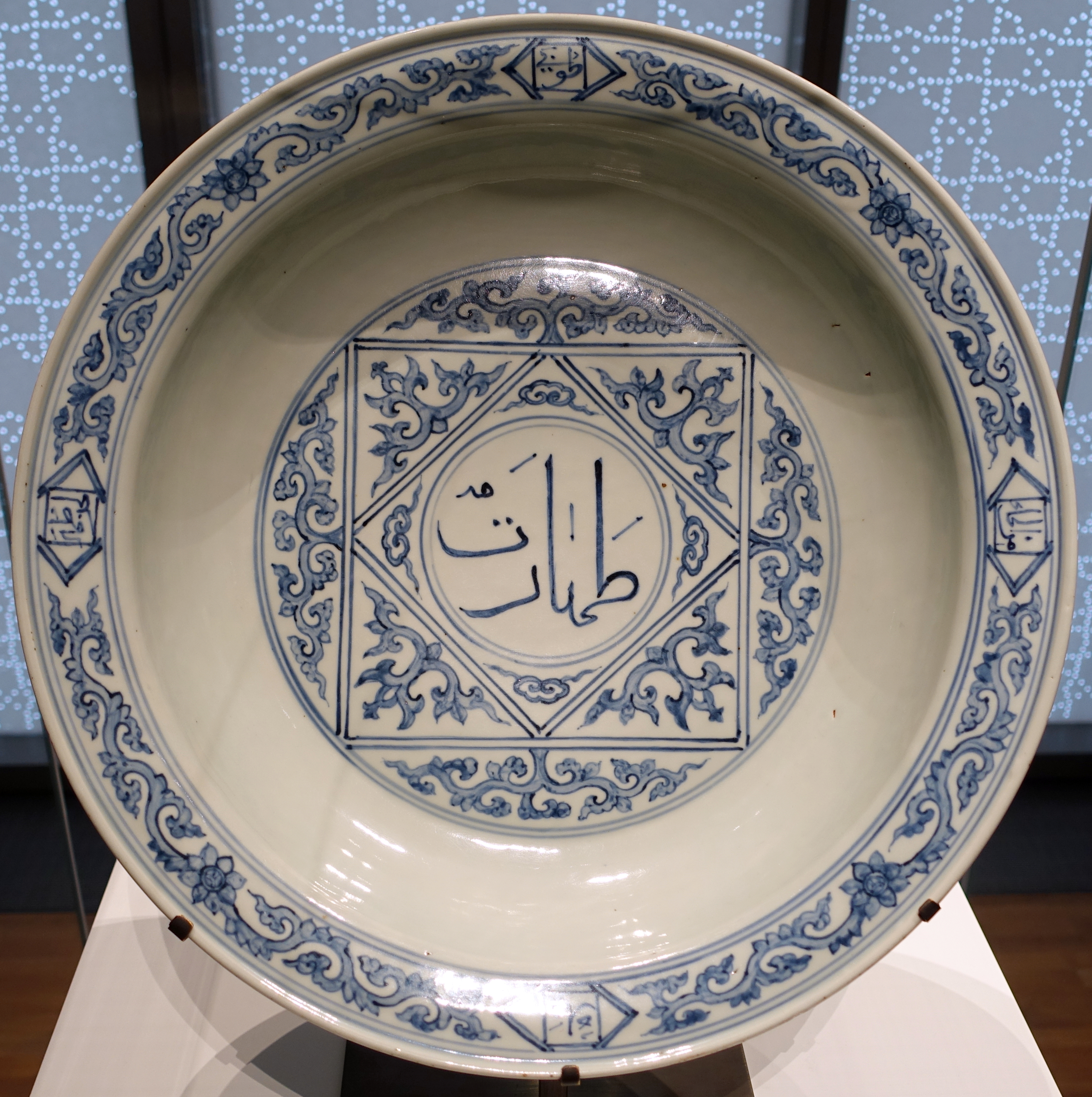
Chậu rửa với từ Taharat (sạch sẽ) bằng thư pháp Thuluth, Minh Chính Đức (1506-1521).
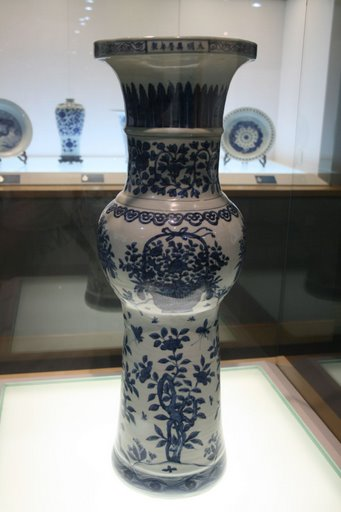
Hũ gốm hoa lam, Minh Vạn Lịch (1573-1620).
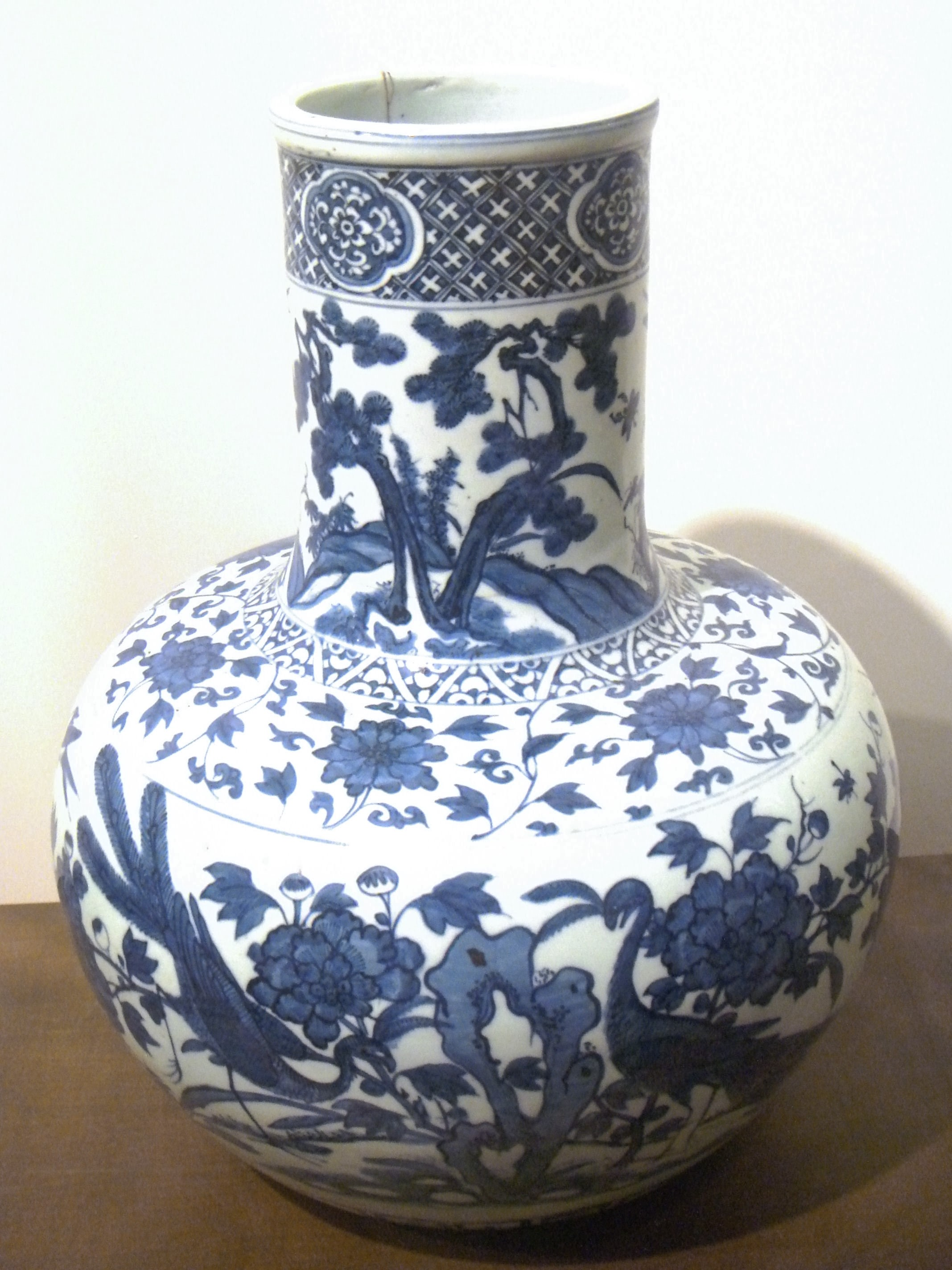
Bình gốm hoa lam, Minh Vạn Lịch (1573-1620).

### Thế kỷ 17

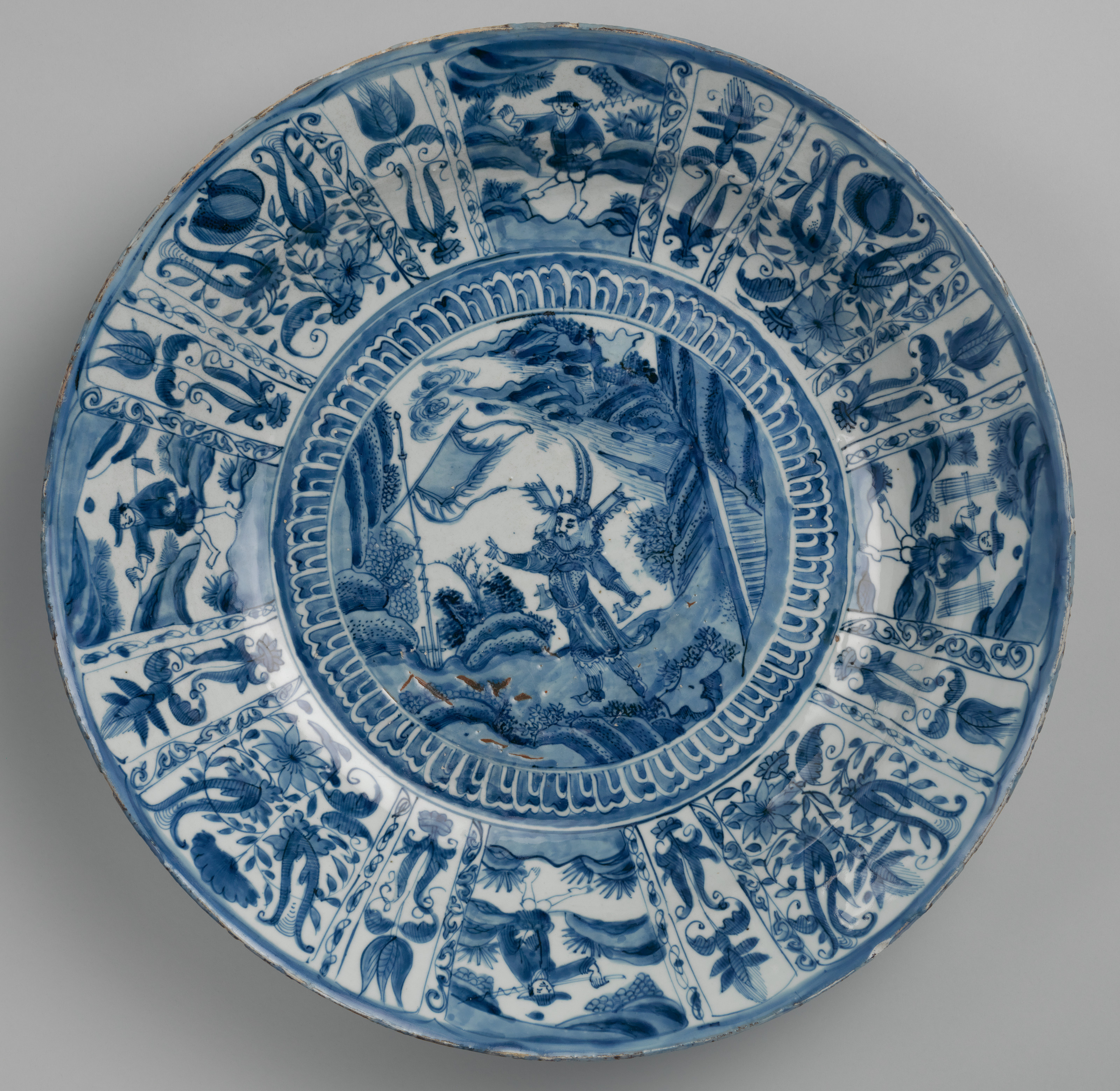
Đĩa sứ Kraak Cảnh Đức Trấn với hình dáng điển hình. Bề rộng: 47,3 cm (18 5/8 inch).
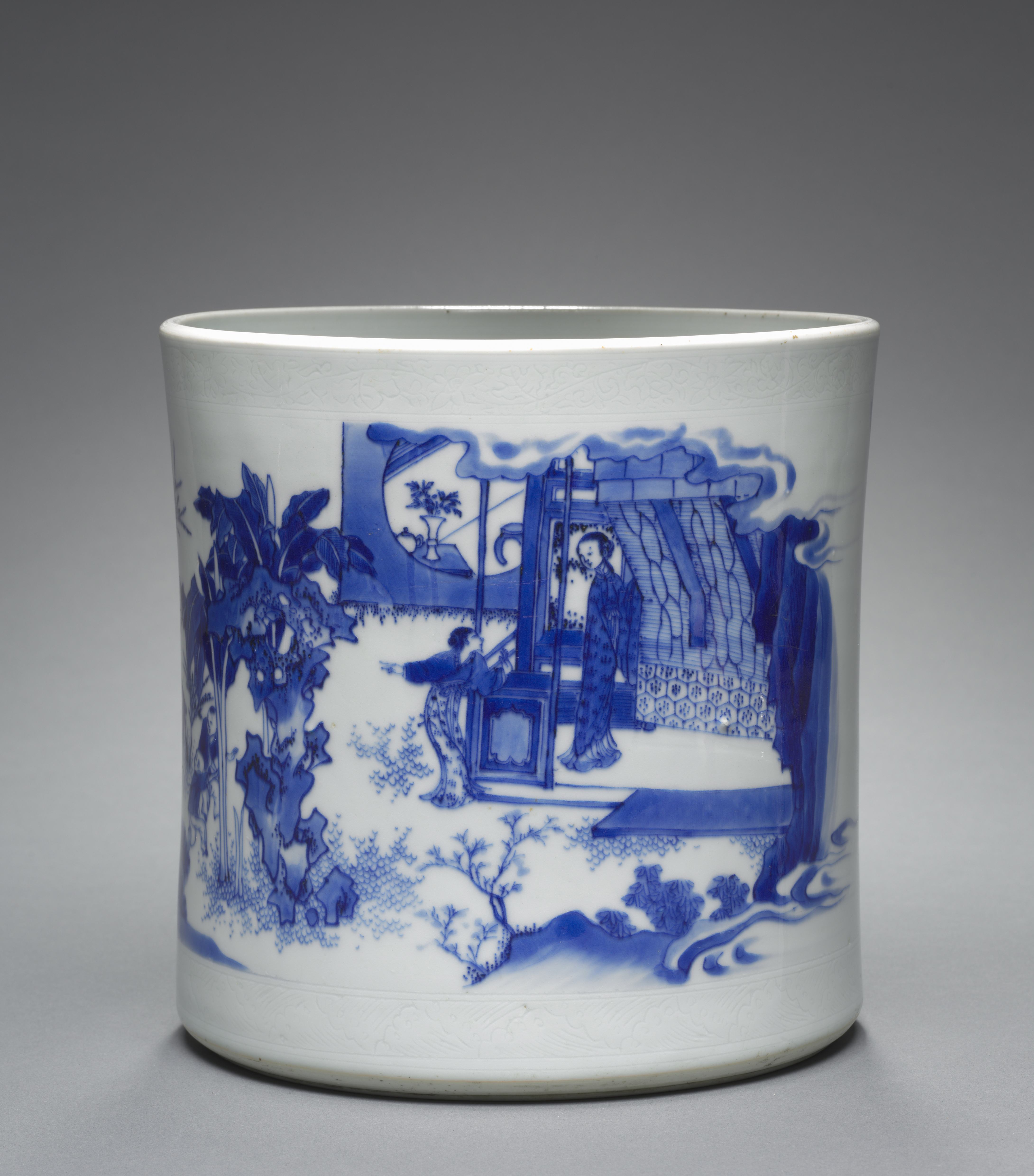
Lọ sứ thời kỳ chuyển tiếp với hình vẽ là tình tiết trong truyện dân gian về Tư Mã Quang.
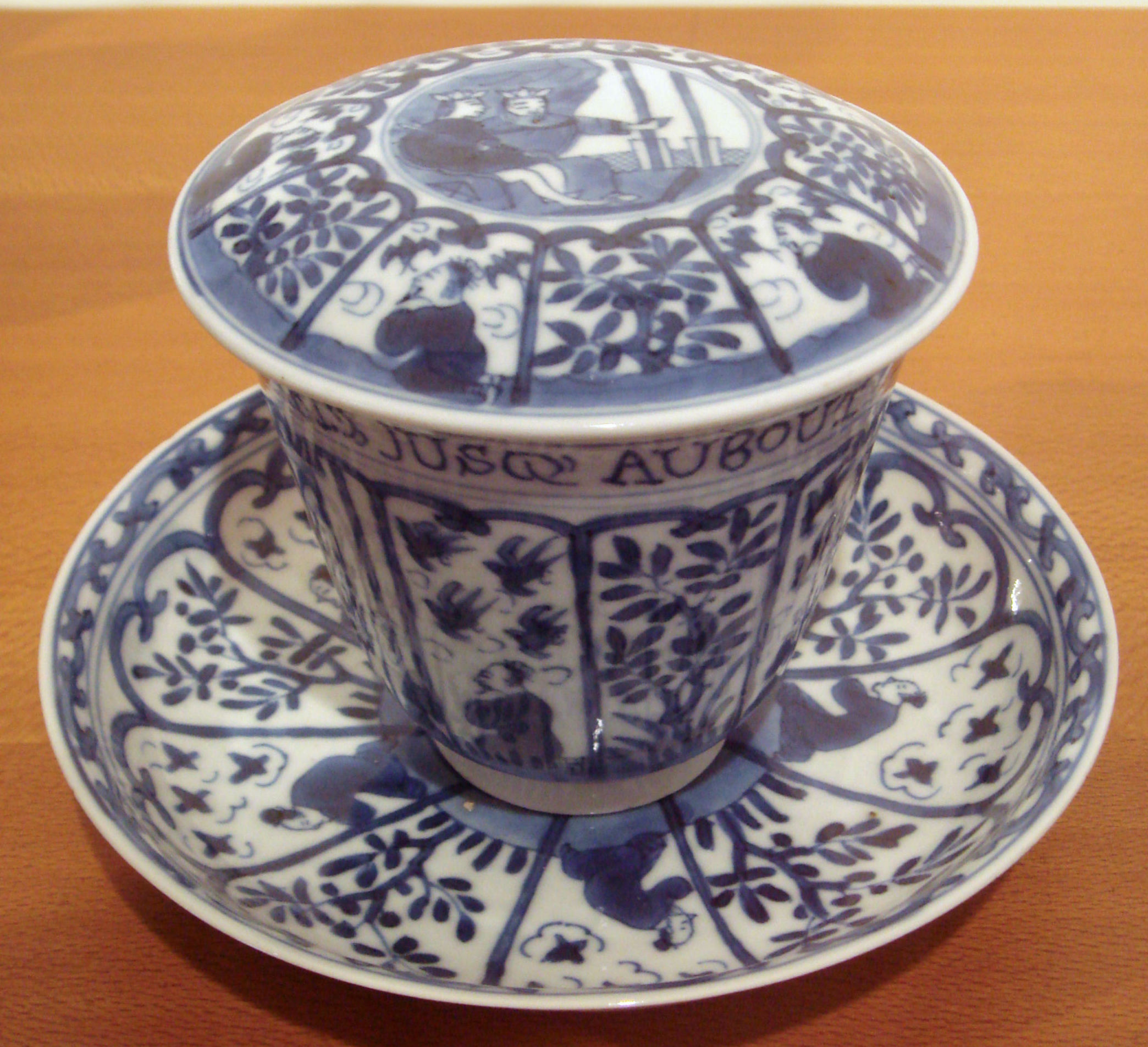
Đồ sứ hoa lam xuất khẩu, thời Thanh Khang Hy, (1690-1700).
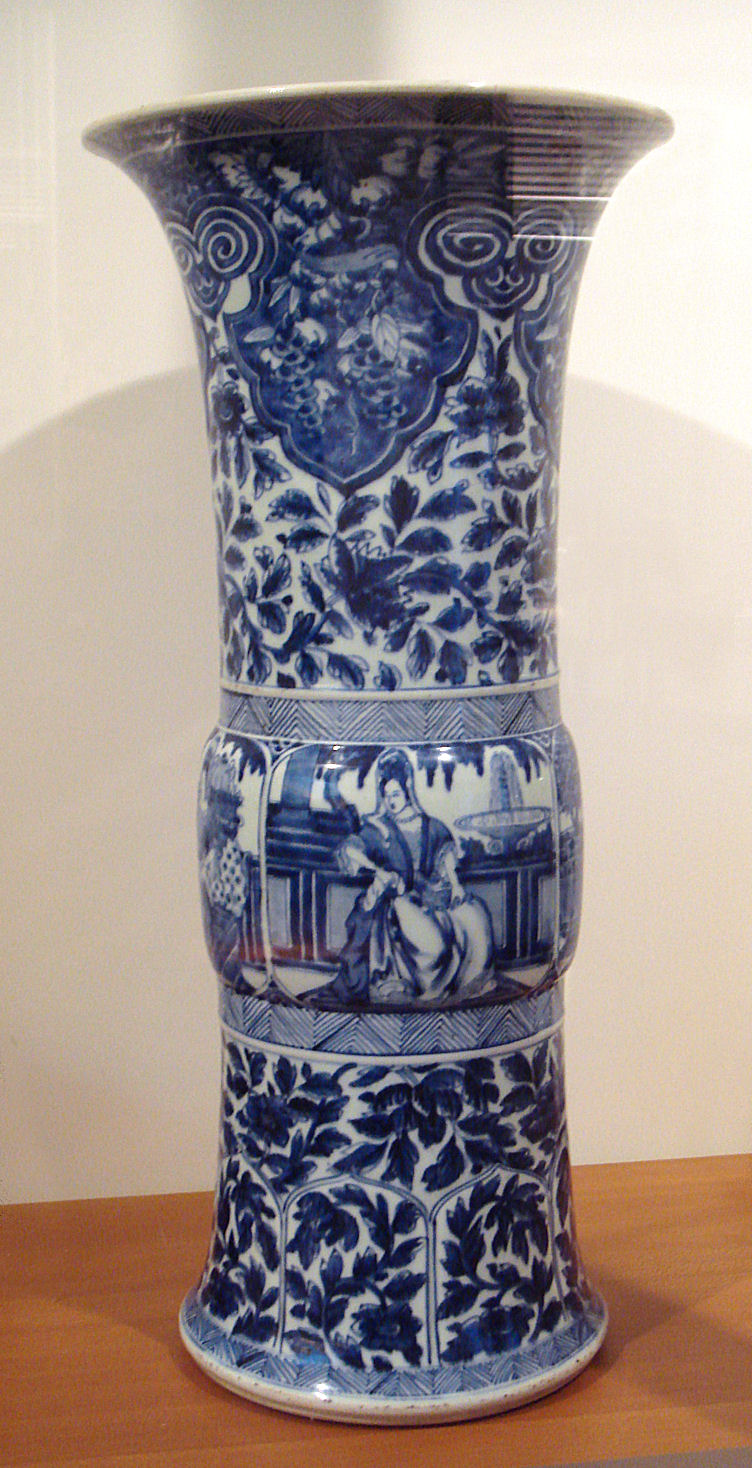
Bình sứ hoa lam xuất khẩu với phong cảnh châu Âu, thời Thanh Khang Hy, (1690-1700).
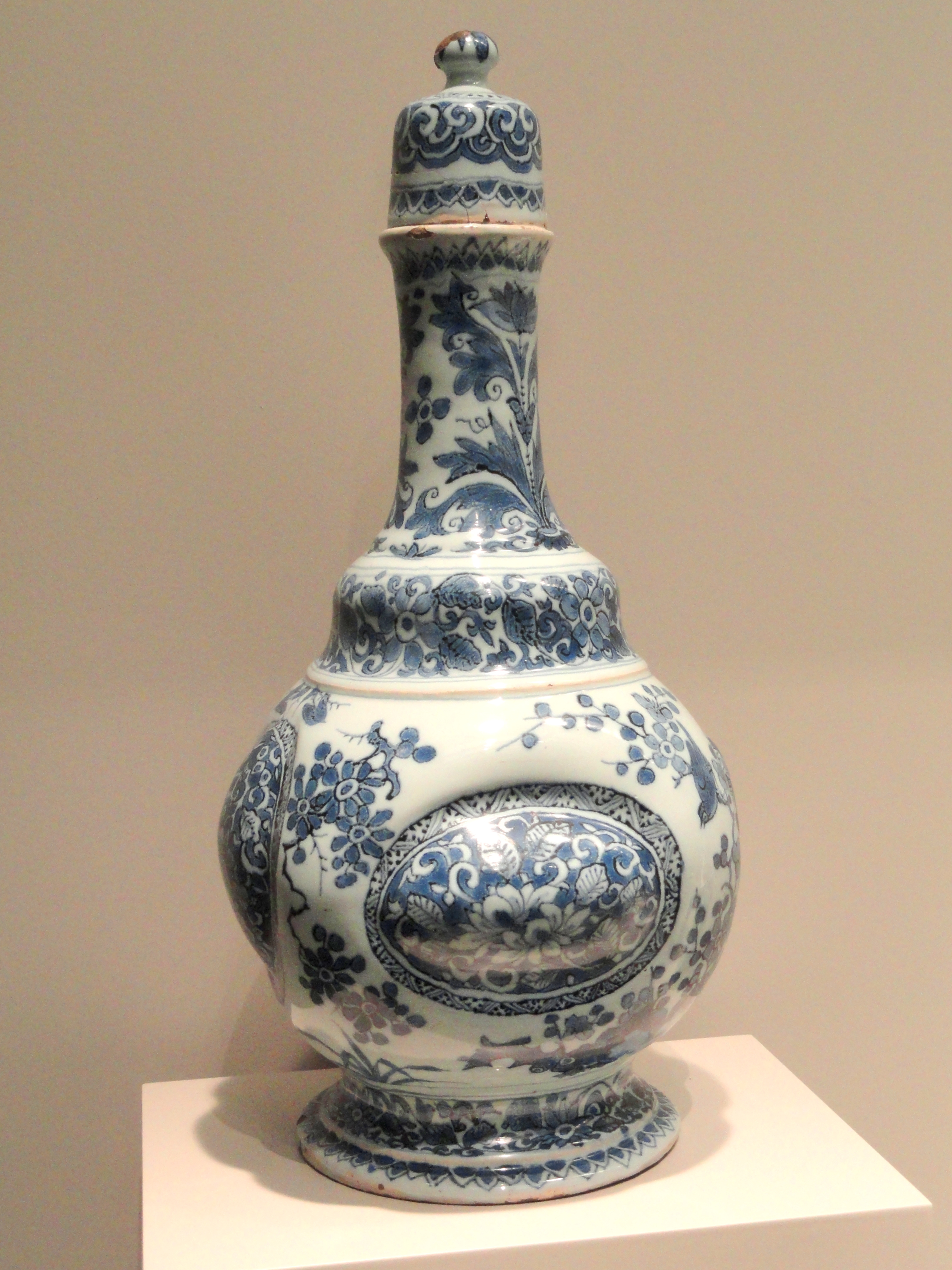
Lọ gốm Delft, khoảng năm 1675, đồ đất nung tráng men thiếc.

### Thế kỷ 18

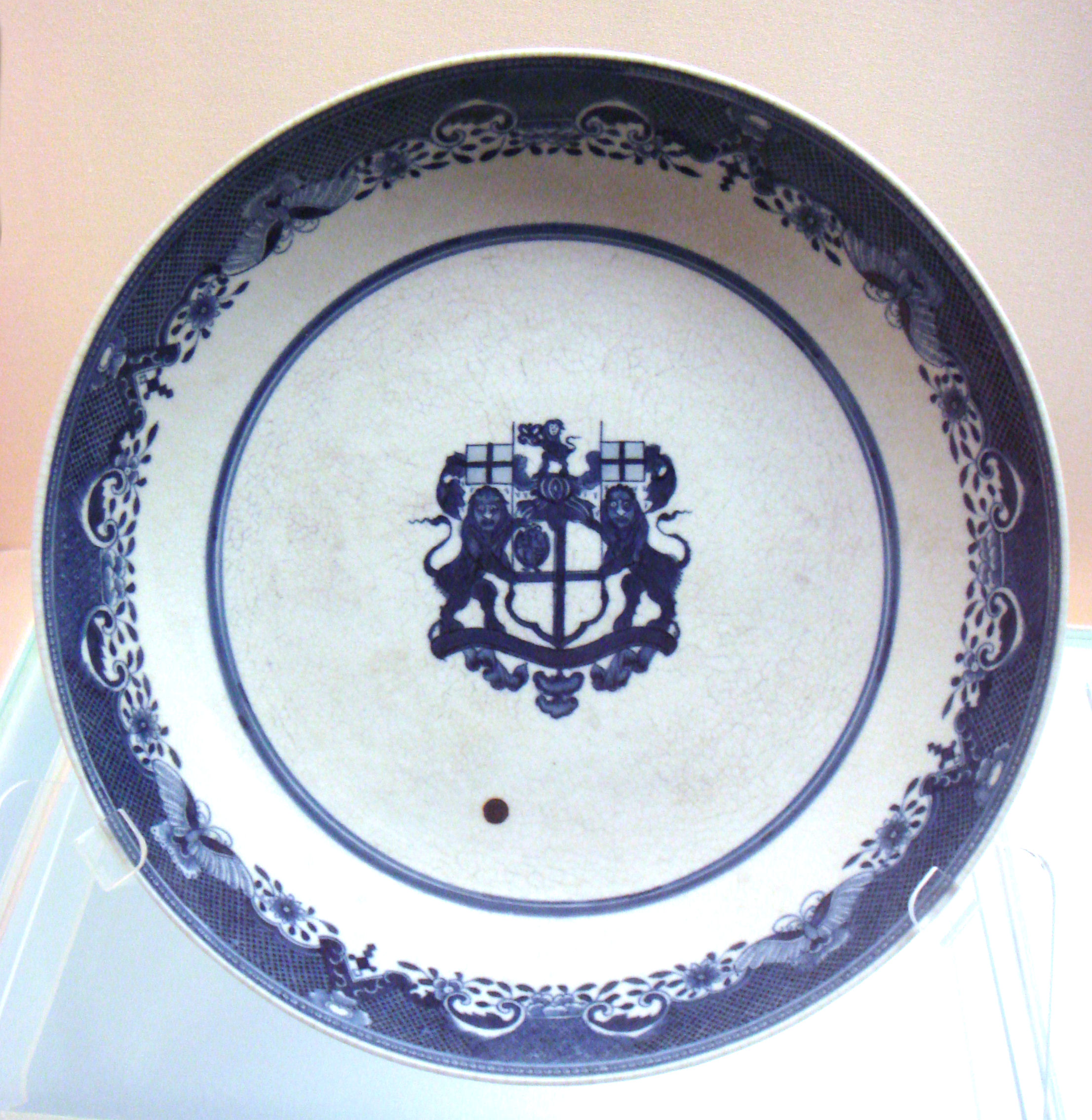
Đĩa sứ hoa lam xuất khẩu, Cảnh Đức Trấn, thời Thanh Càn Long (1736-1795).
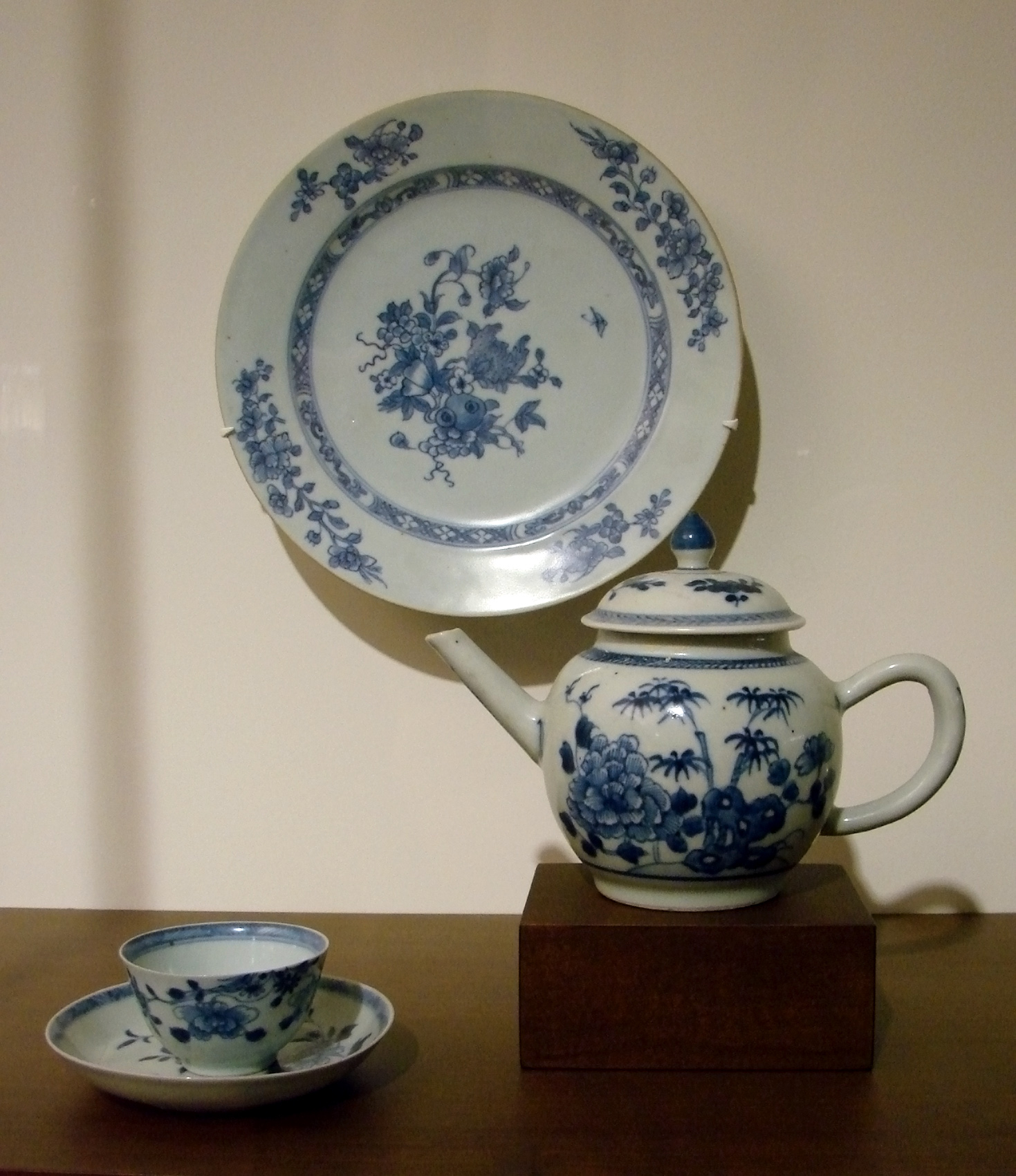
Đồ sứ hoa lam Trung Hoa xuất khẩu (thế kỷ 18).
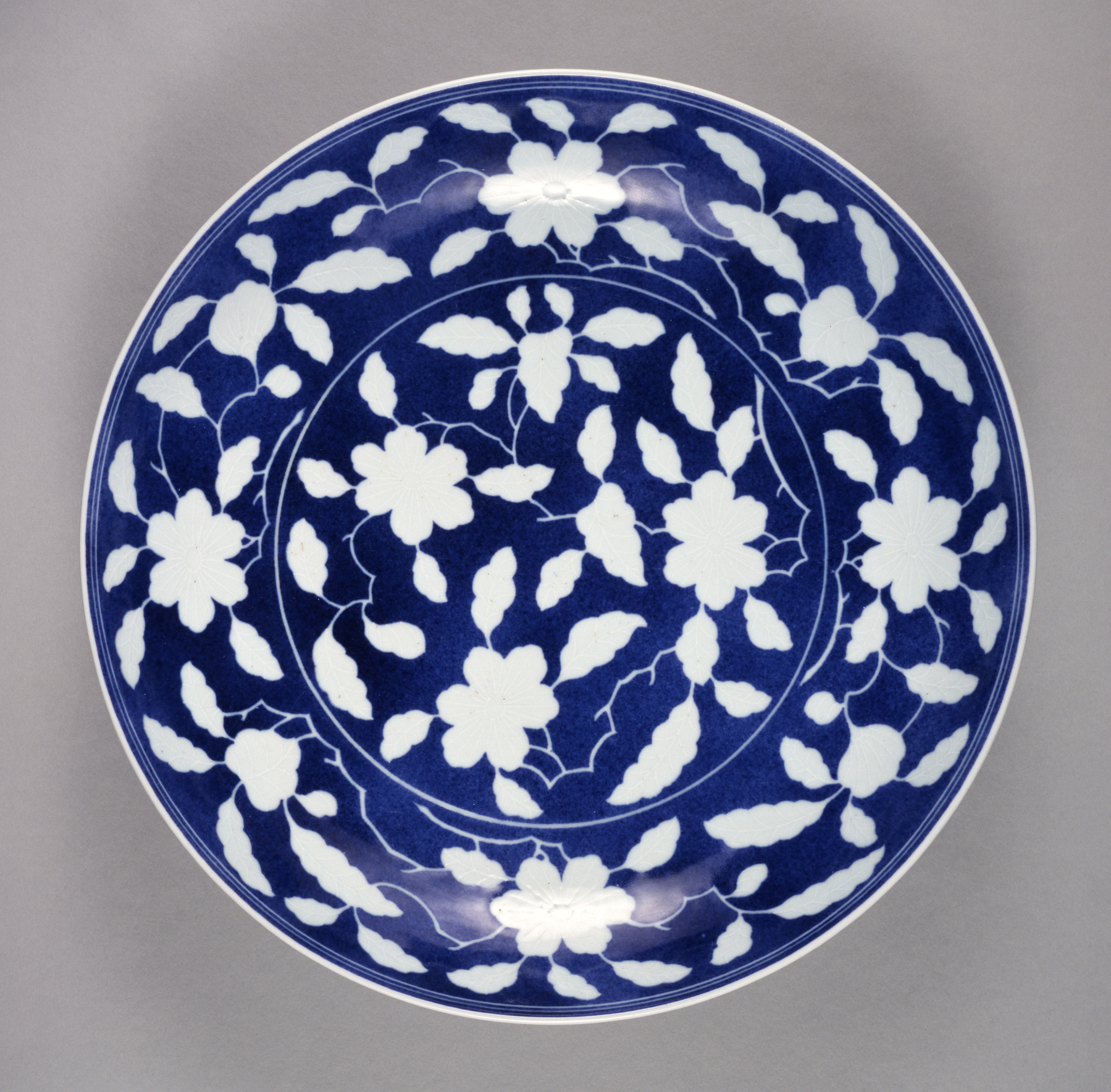
Đĩa sứ hoa lam chất lượng cao, thời Ung Chính, (1722-1735).
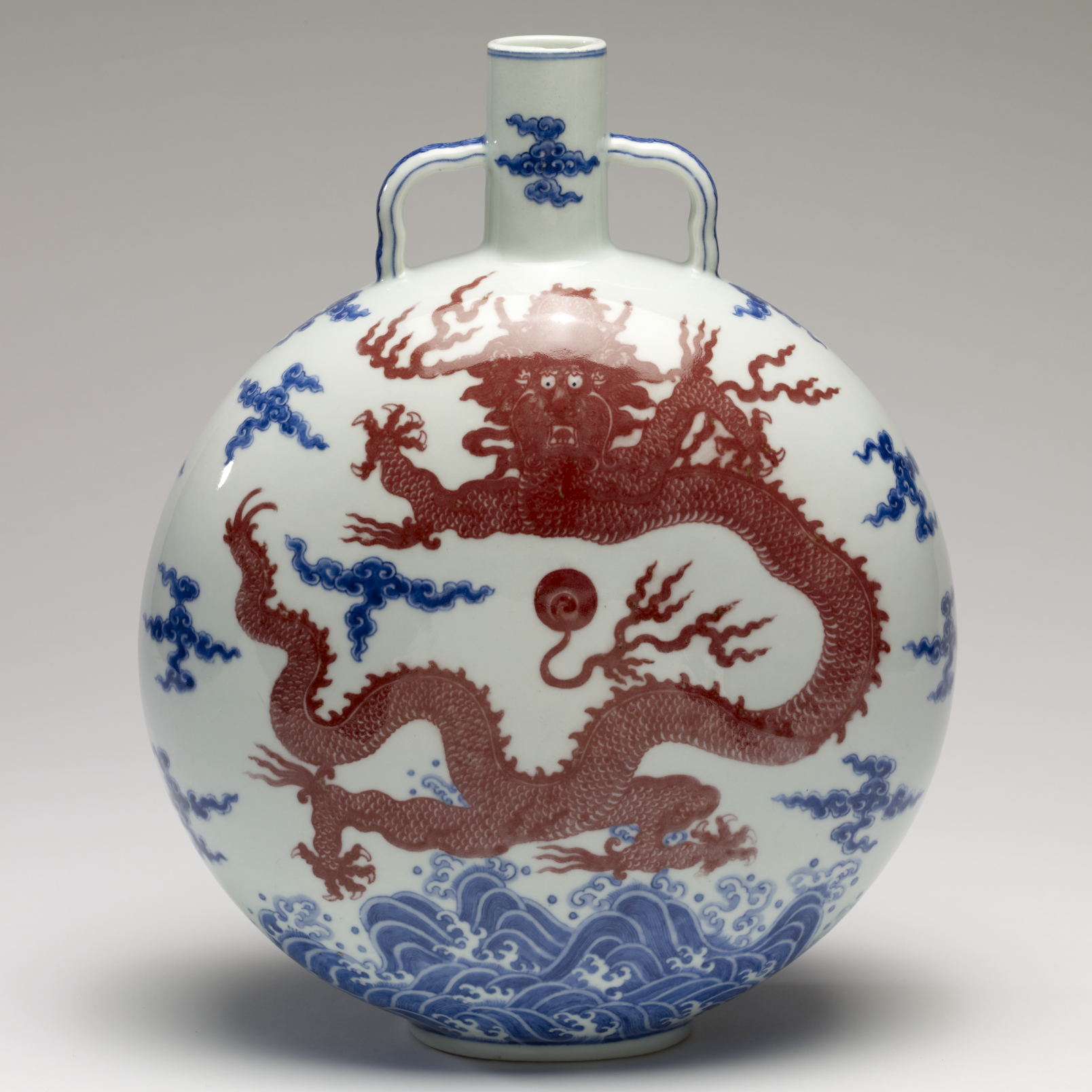
Nậm với trang trí dưới men màu xanh lam và đỏ, một kỹ thuật khó, thời Càn Long, 1736-1795.

### Đồ gốm Hồi giáo

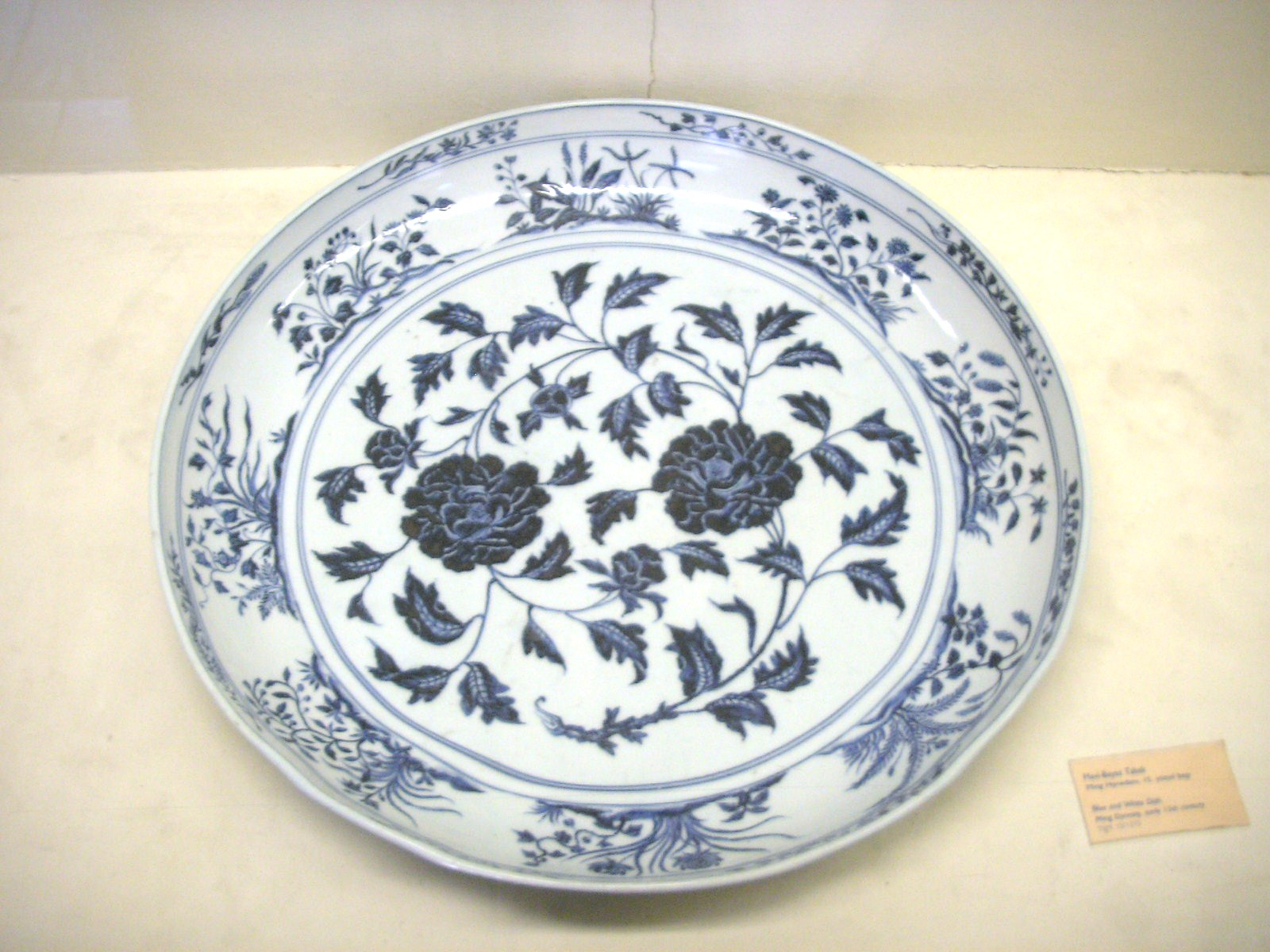
Đĩa sứ hoa lam thời Minh, thế kỷ 16 (Bảo tàng Topkapı, Istanbul).

### Việt Nam

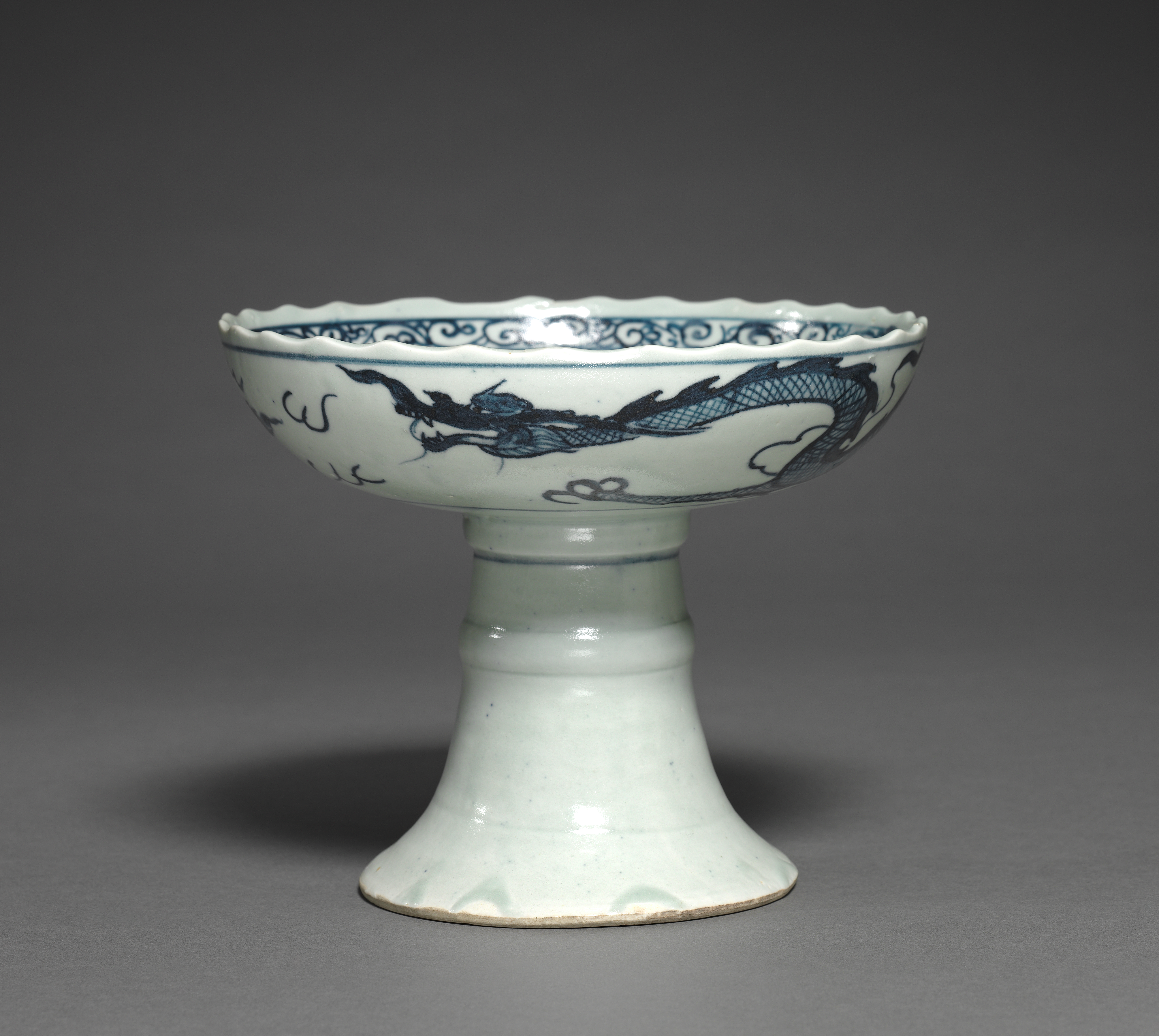
Cốc có chân bằng sứ hoa lam, Đại Việt, thời Trần, thế kỷ 14.
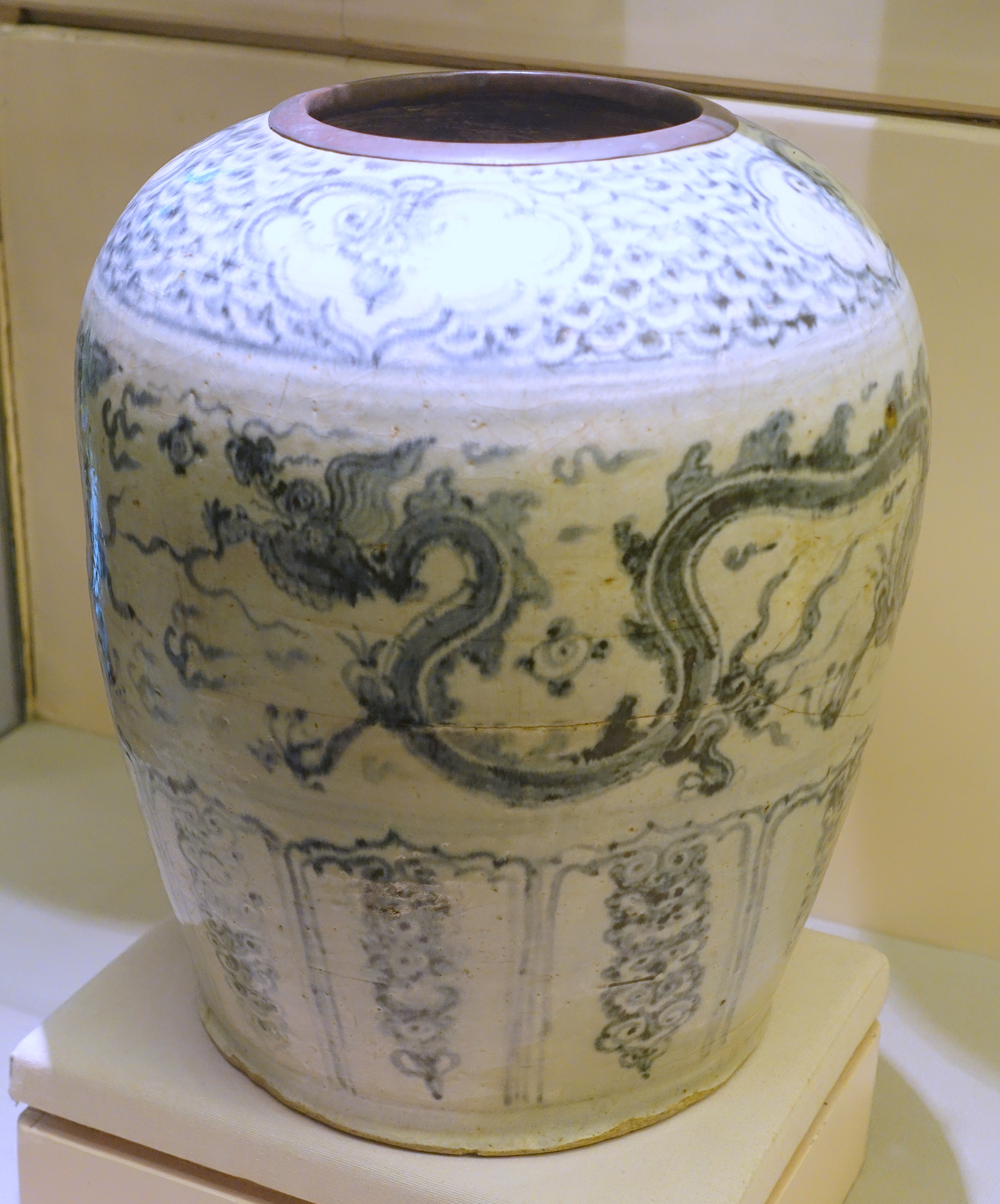
Vò sứ hoa lam vẽ rồng, thời Hồng Đức (1469-1497).
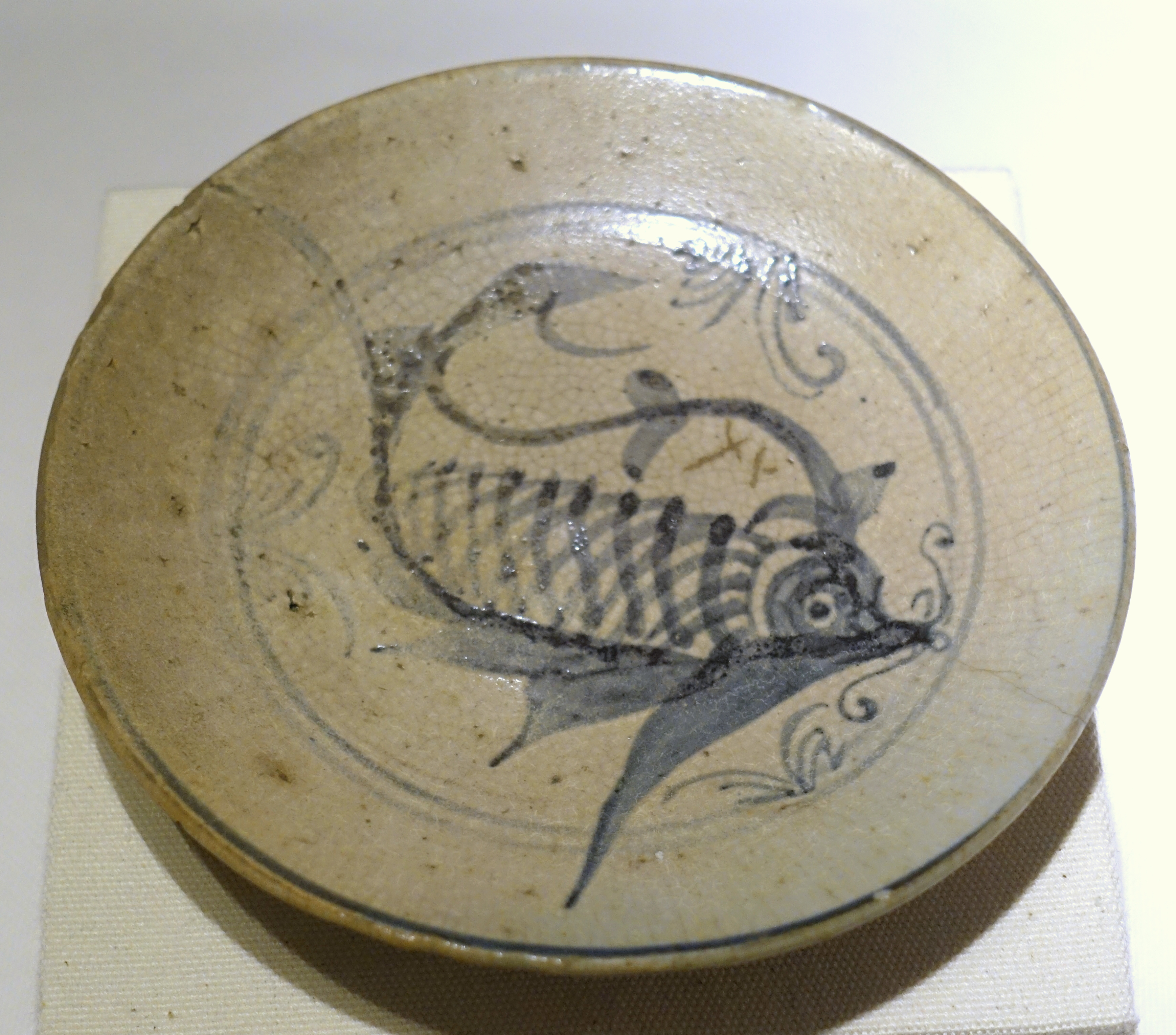
Đĩa gốm hoa lam vẽ cá, thời Mạc, thế kỷ 16.
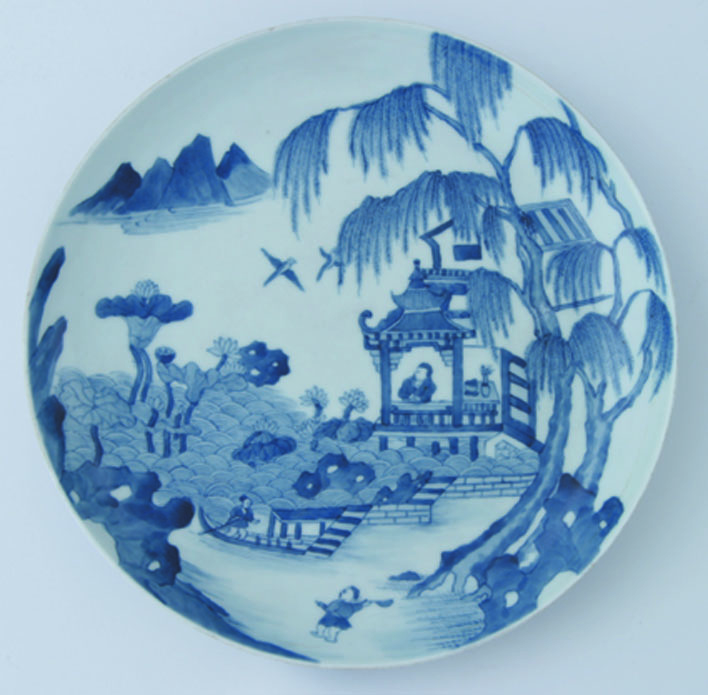
Đĩa gốm hoa lam hoàng gia với hoa văn thủy mặc, nhà Hậu Lê, thế kỷ 15.

### Nhật Bản

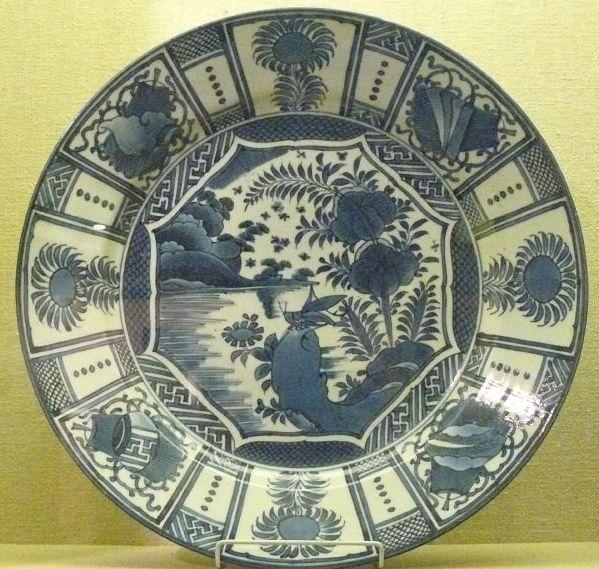
Đĩa sứ Arita lớn, khoảng năm 1680, mô phỏng đồ gốm Kraak Trung Hoa xuất khẩu.
Cốc vại bằng sứ hoa lam trang trí dưới men của đồ gốm Arita Nhật Bản với nắp đạy bằng bạc Hà Lan, năm 1690.
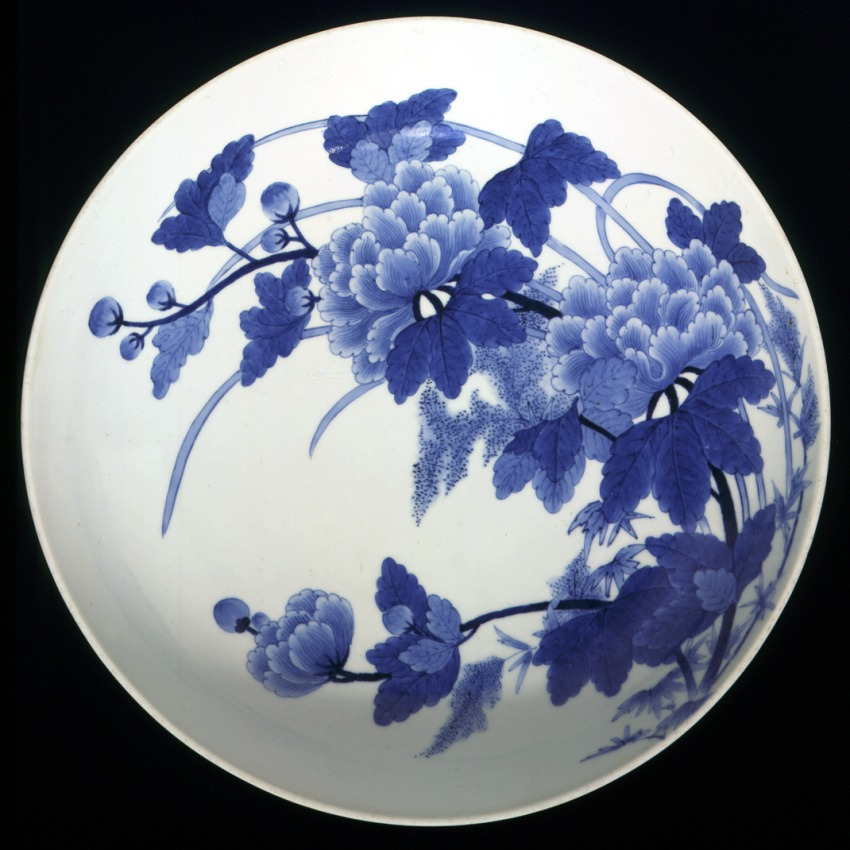
Bát sứ Nabeshima, niên hiệu Hưởng Bảo (享保, Kyōhō), 1716-1736.
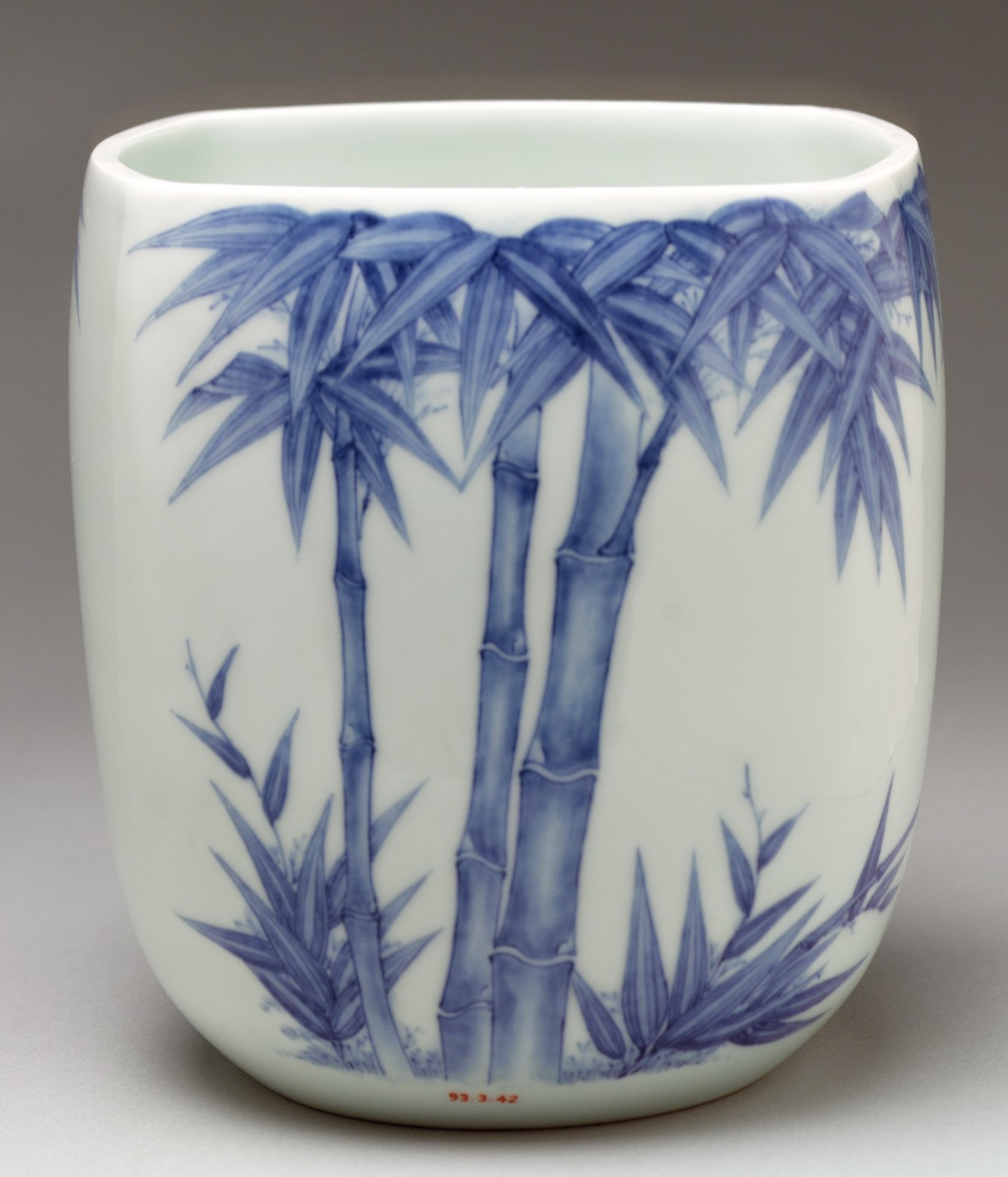
Cốc đựng nước (trong trà đạo) làm từ đồ gốm Hirado, với trang trí là bụi trúc, nửa đầu thế kỷ 18.

### Triều Tiên

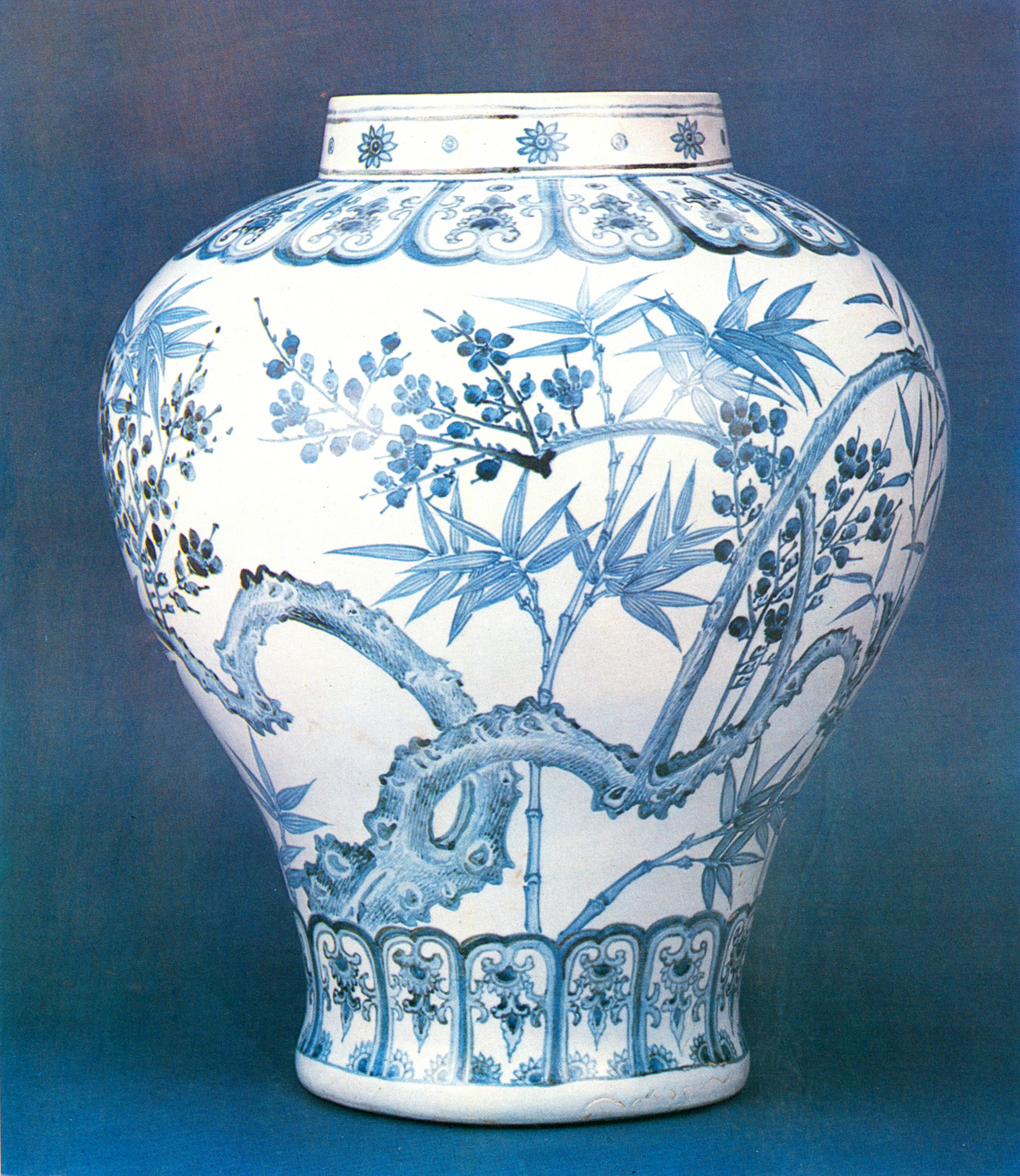
Hũ, giữa thế kỷ 15, Quốc bảo số 219.
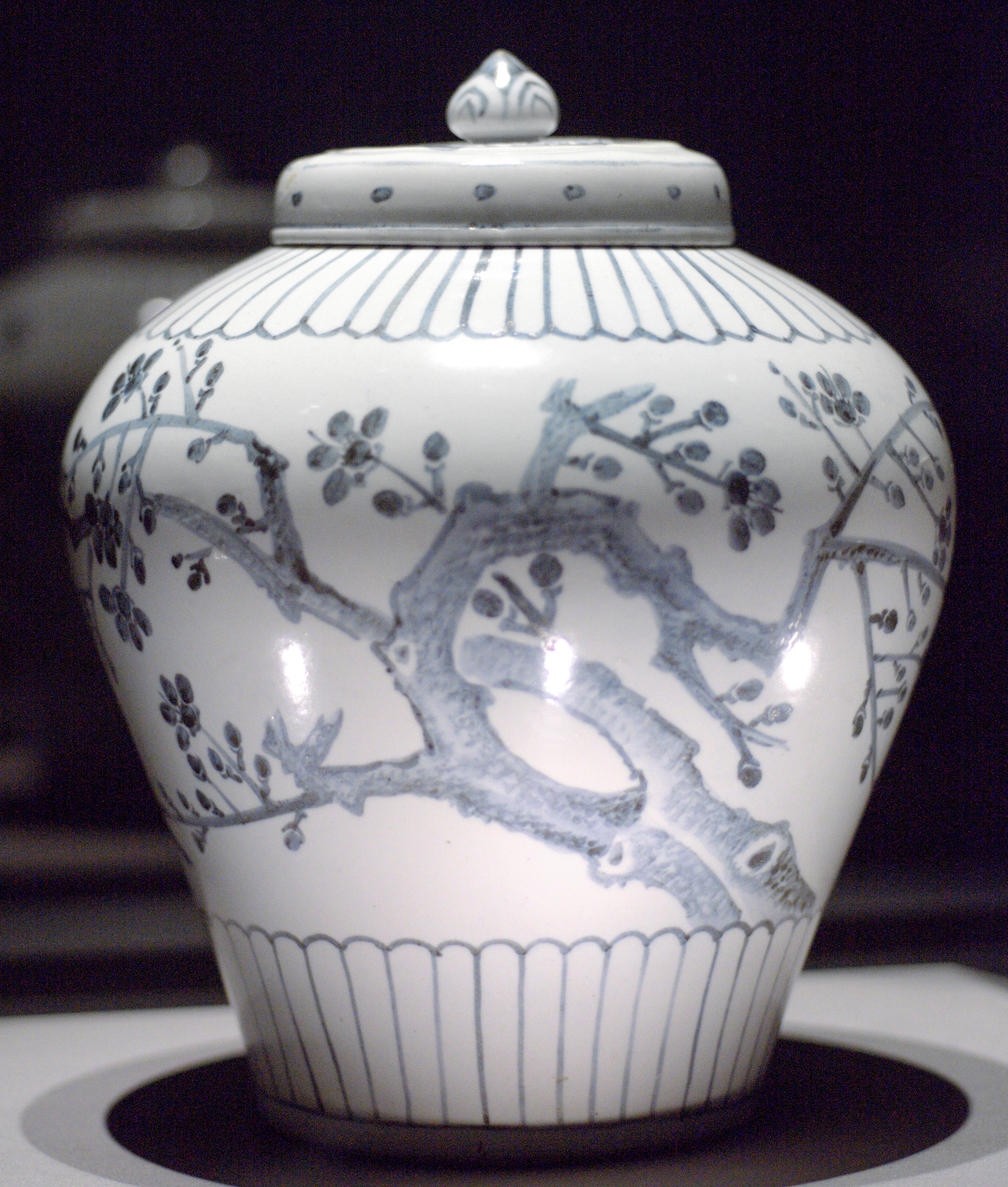
Ấm có nắp đậy, trang trí hoa mận. Quốc bảo.
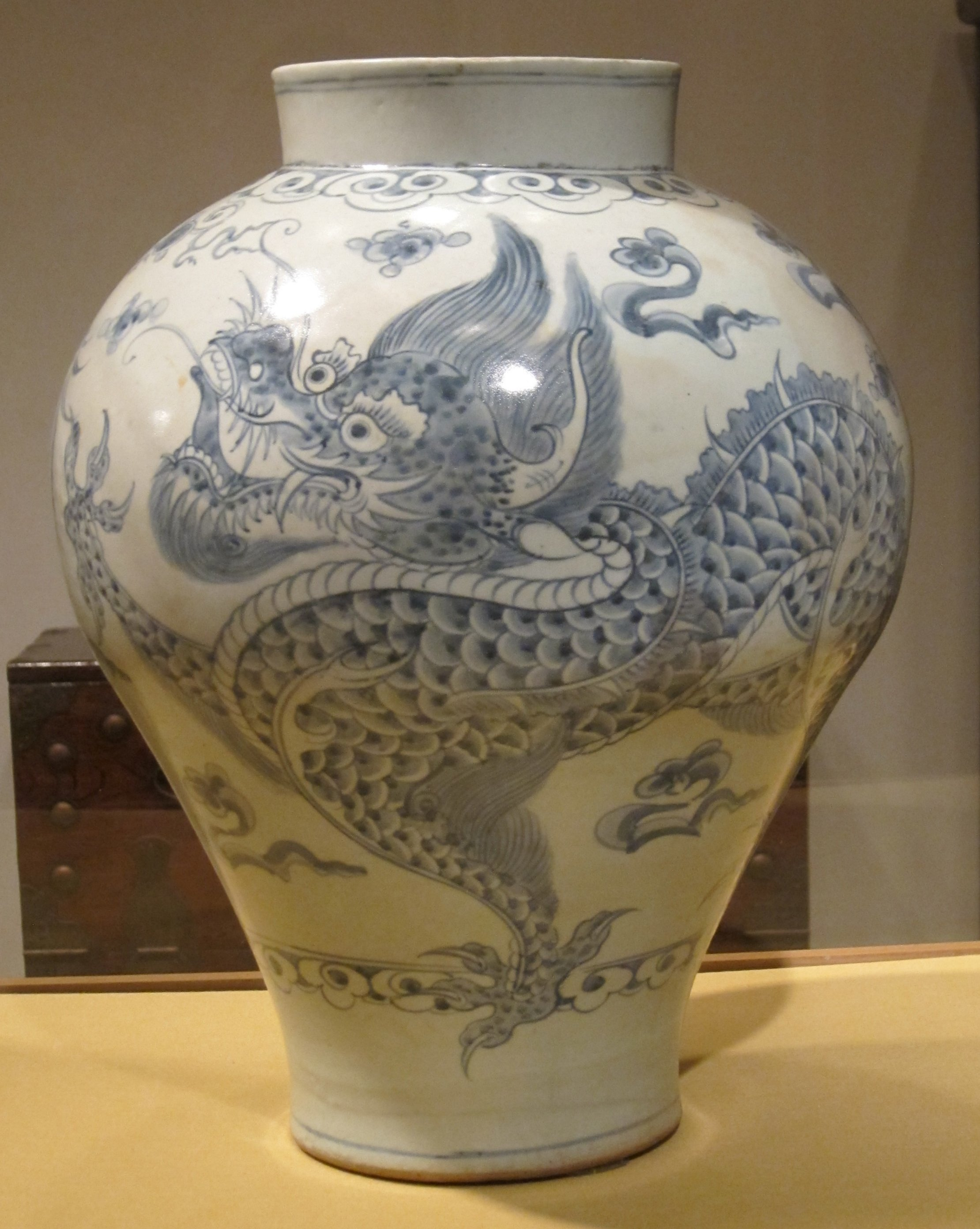
Hũ vẽ rồng, thế kỷ 18.
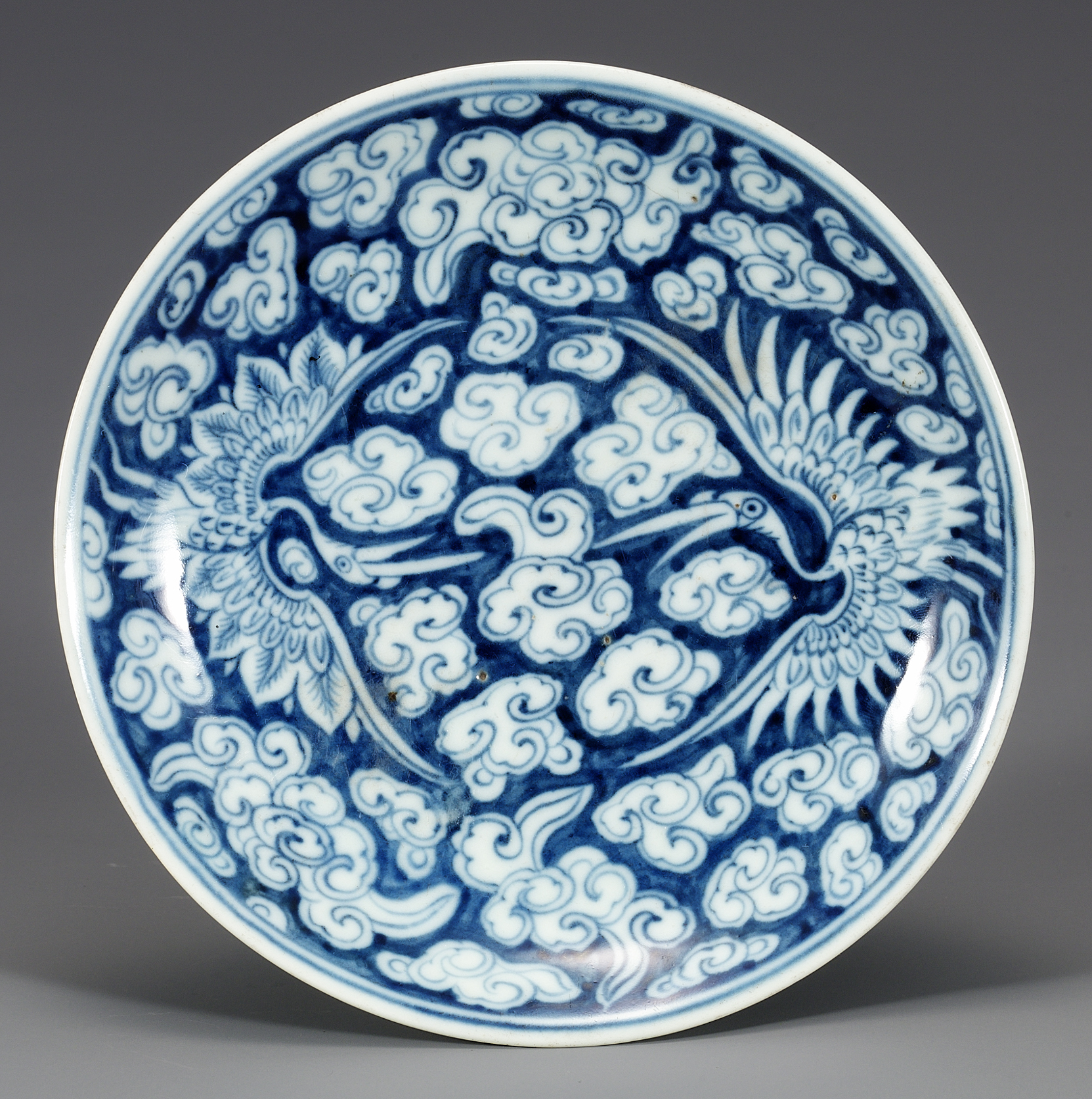
Đĩa sứ với họa tiết trang trí là mây và hạc.
Lọ đựng rượu, thế kỷ 17.

#### Ảnh hưởng ban đầu

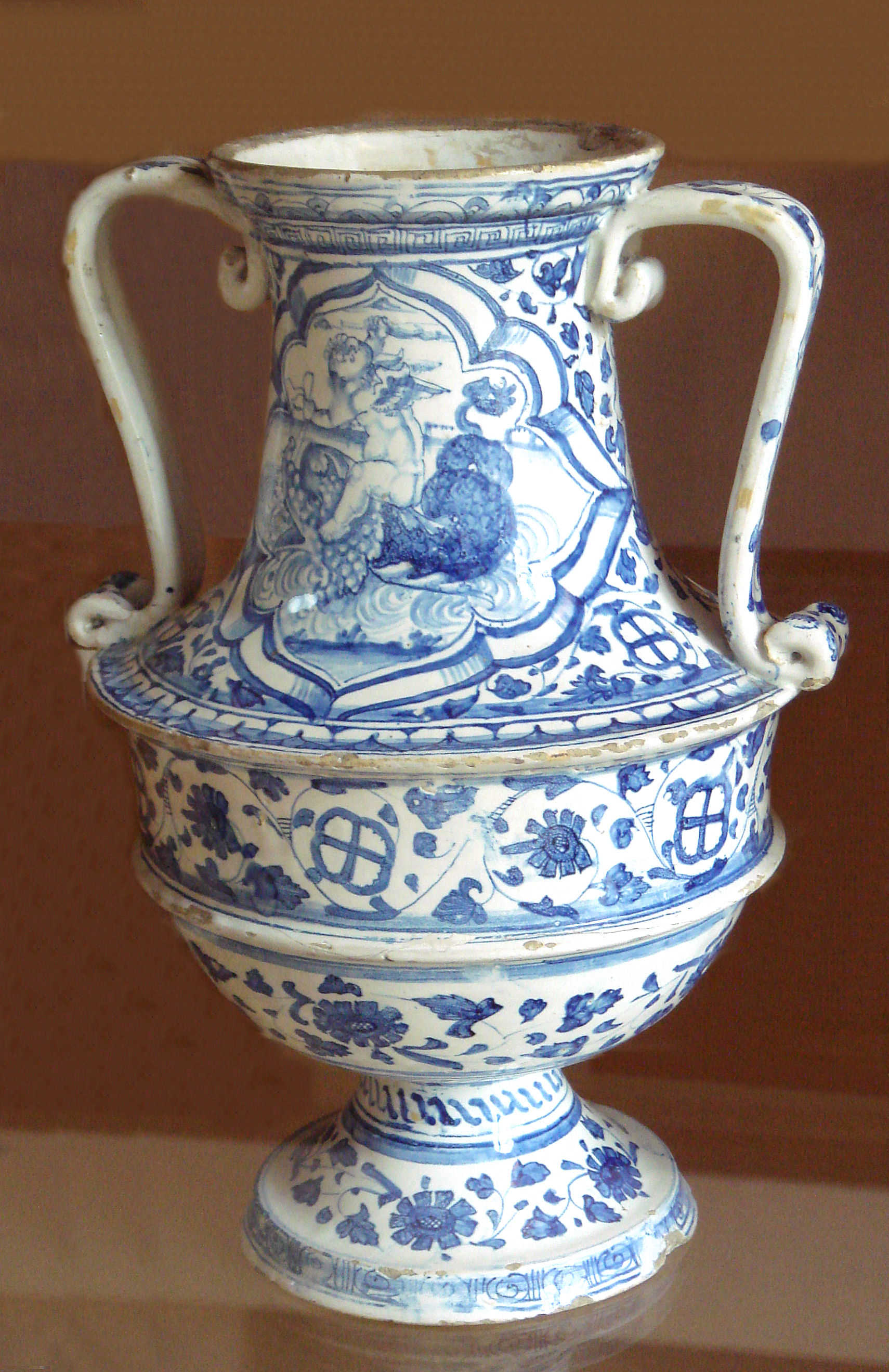
Bình alla porcelana, Cafaggiolo, Italia, 1520.

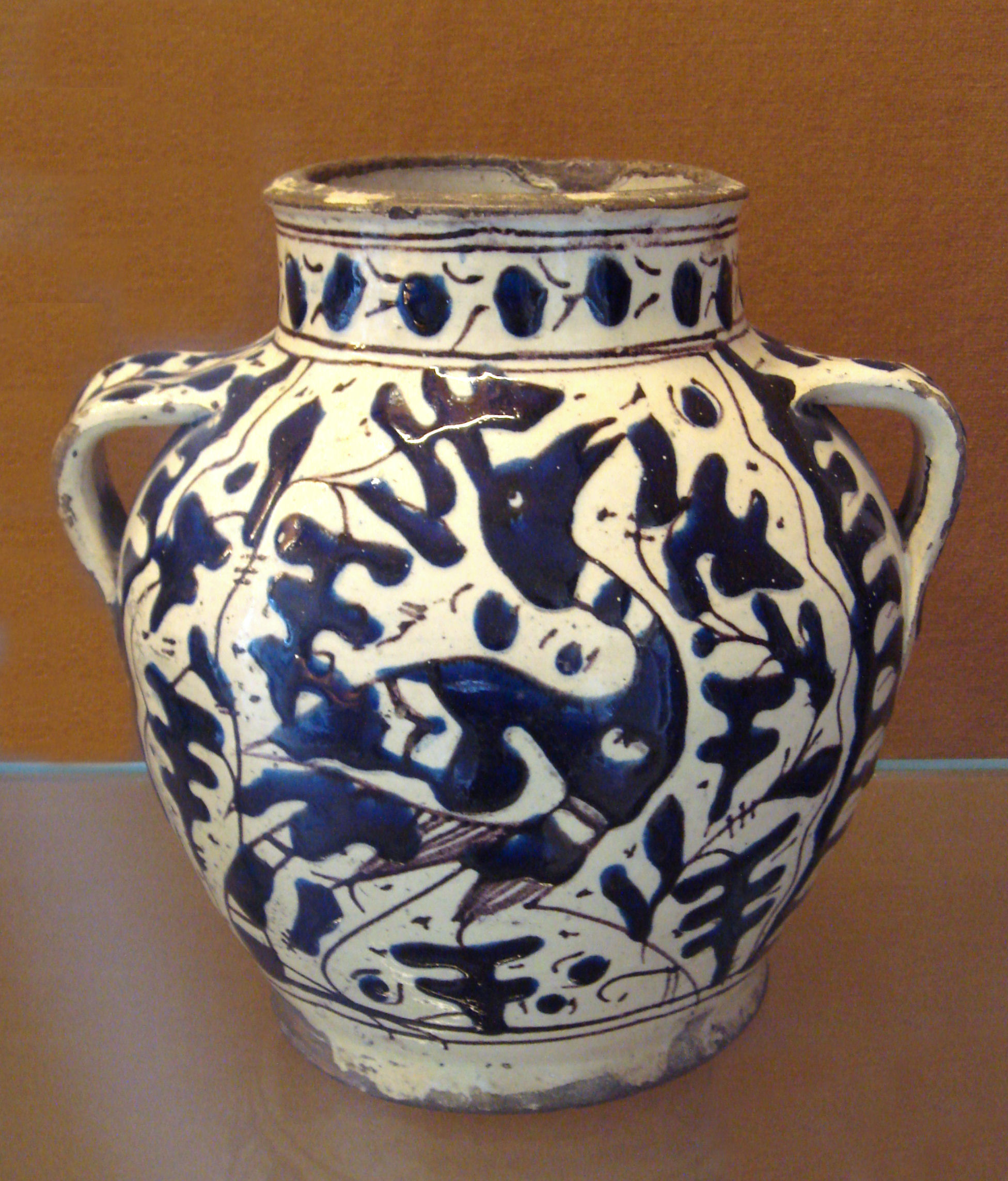
Bình phù điêu màu lam, Firenze, nửa sau thế kỷ 15.
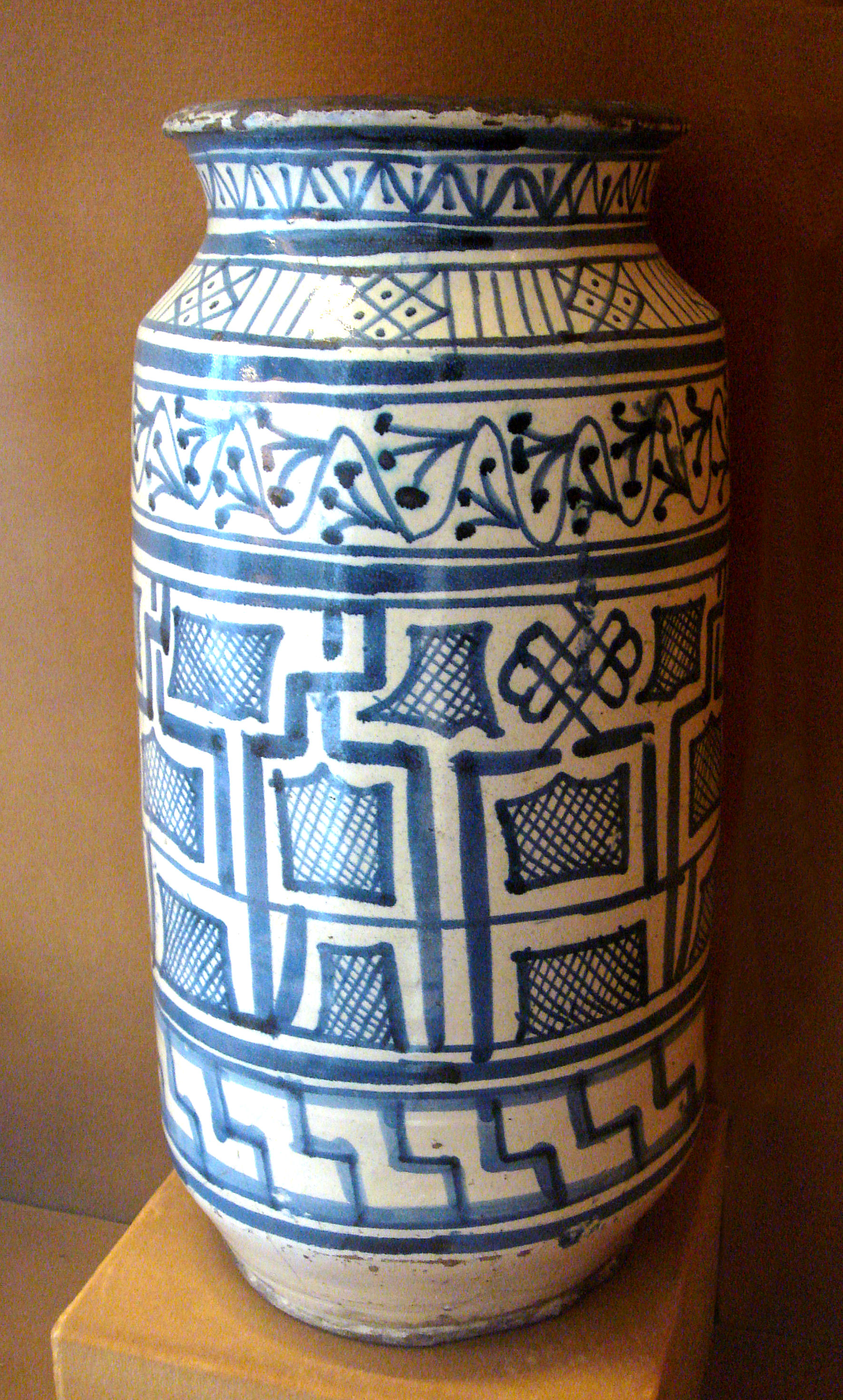
Gốm faenza hoa lam albarello với thiết kế trang trí giả-Kufa, Toscana, nửa sau thế kỷ 15.

#### Mô phỏng Trung Quốc trực tiếp

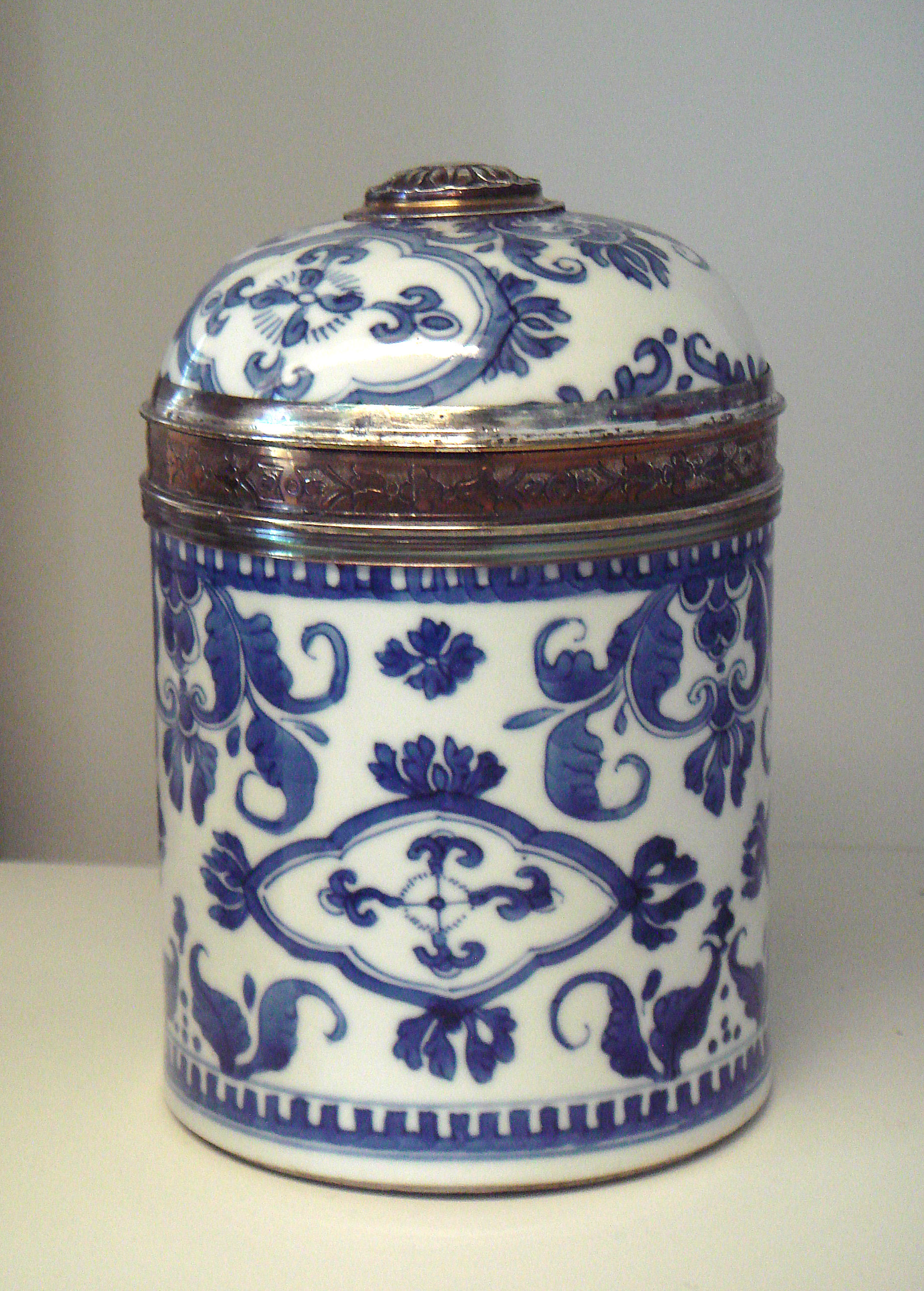
Đồ sứ thời Khang Hy bọc bạc Pháp, 1717-1722.

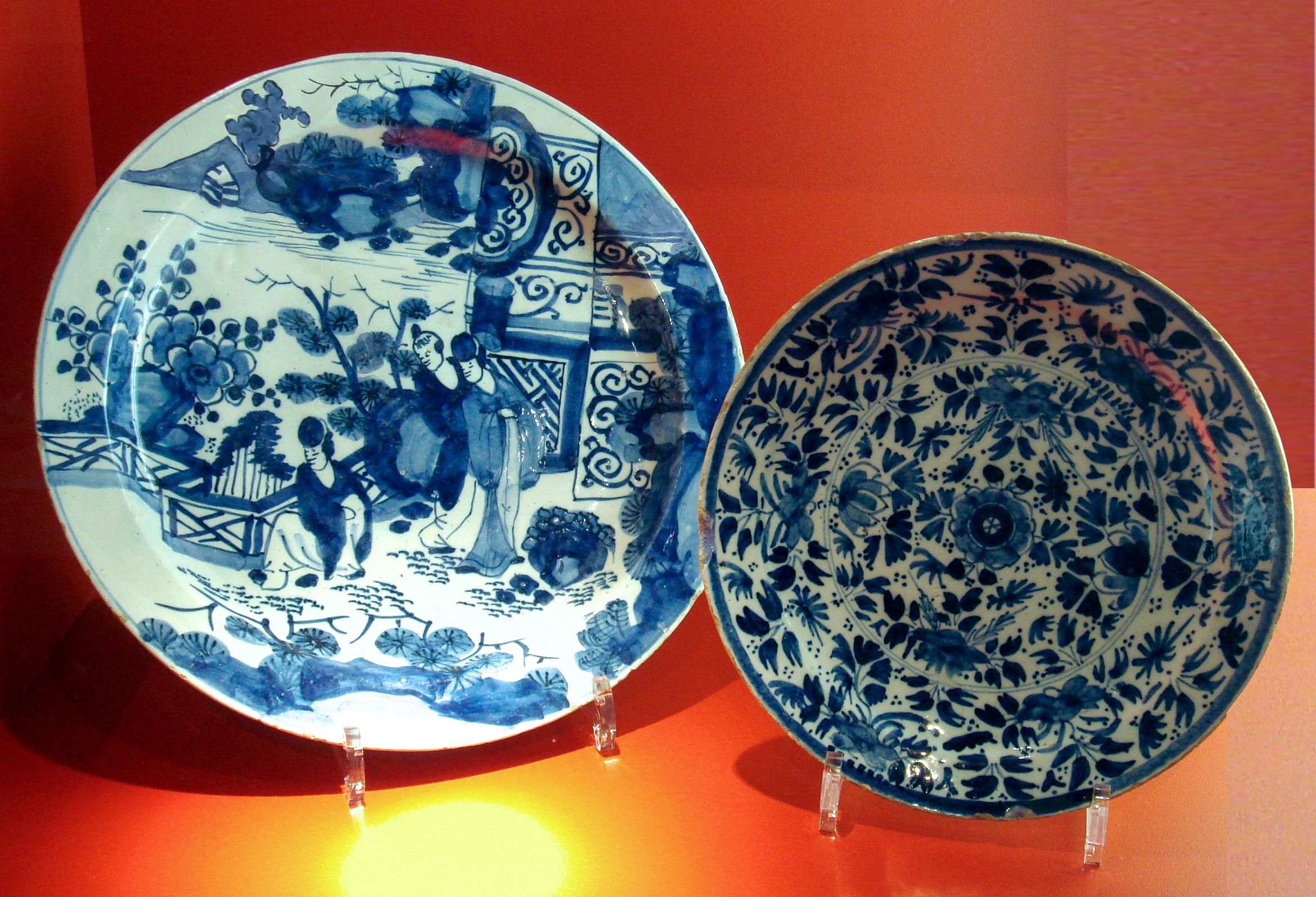
Đồ gốm Delft Hà Lan vẽ phong cảnh Trung Hoa, thế kỷ 18. Bảo tàng Ernest Cognacq.

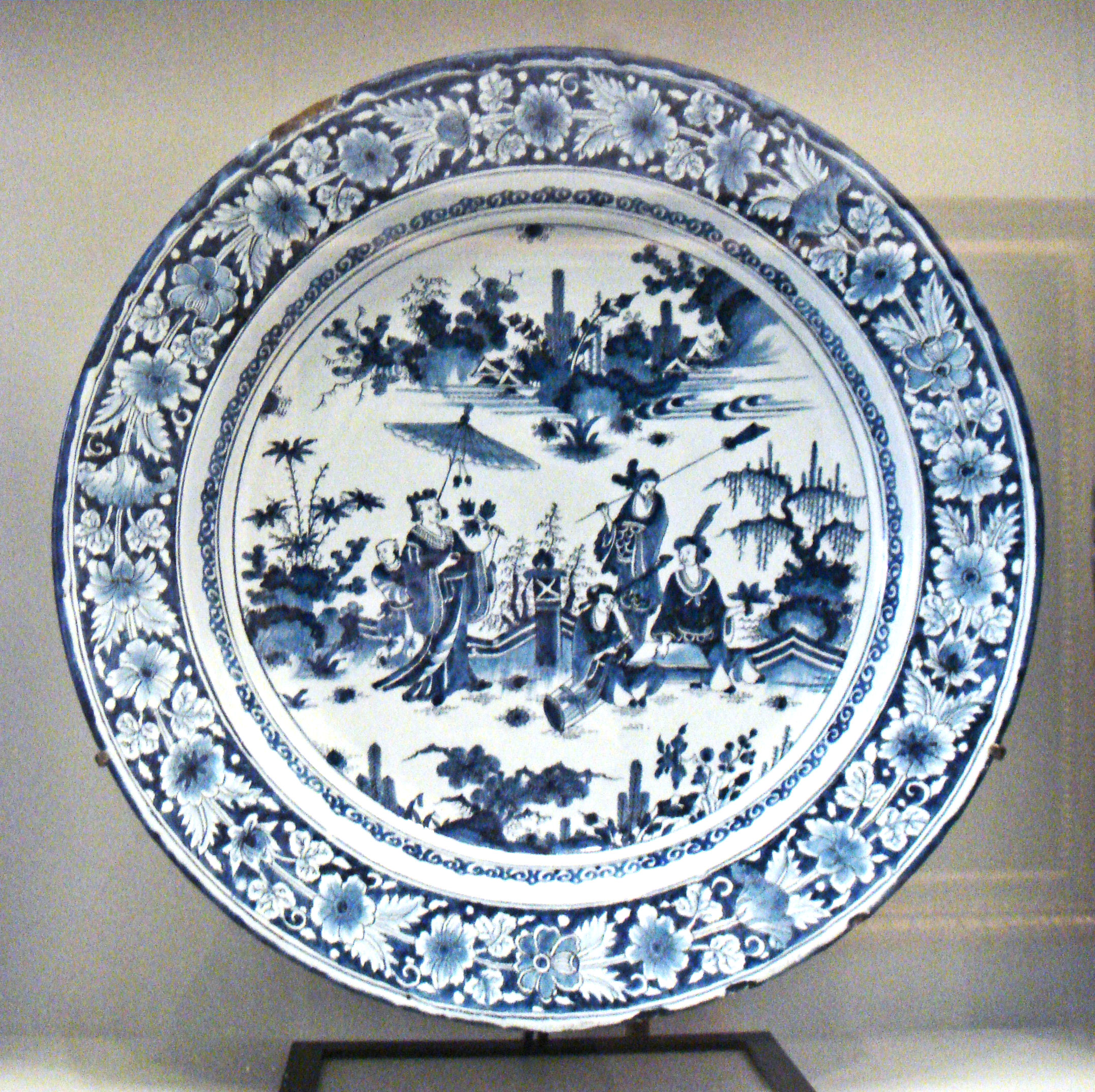
Gốm faenza hoa lam với phong cảnh Trung Hoa, đồ gốm faenza Nevers, Pháp, 1680-1700.

#### Hoa văn

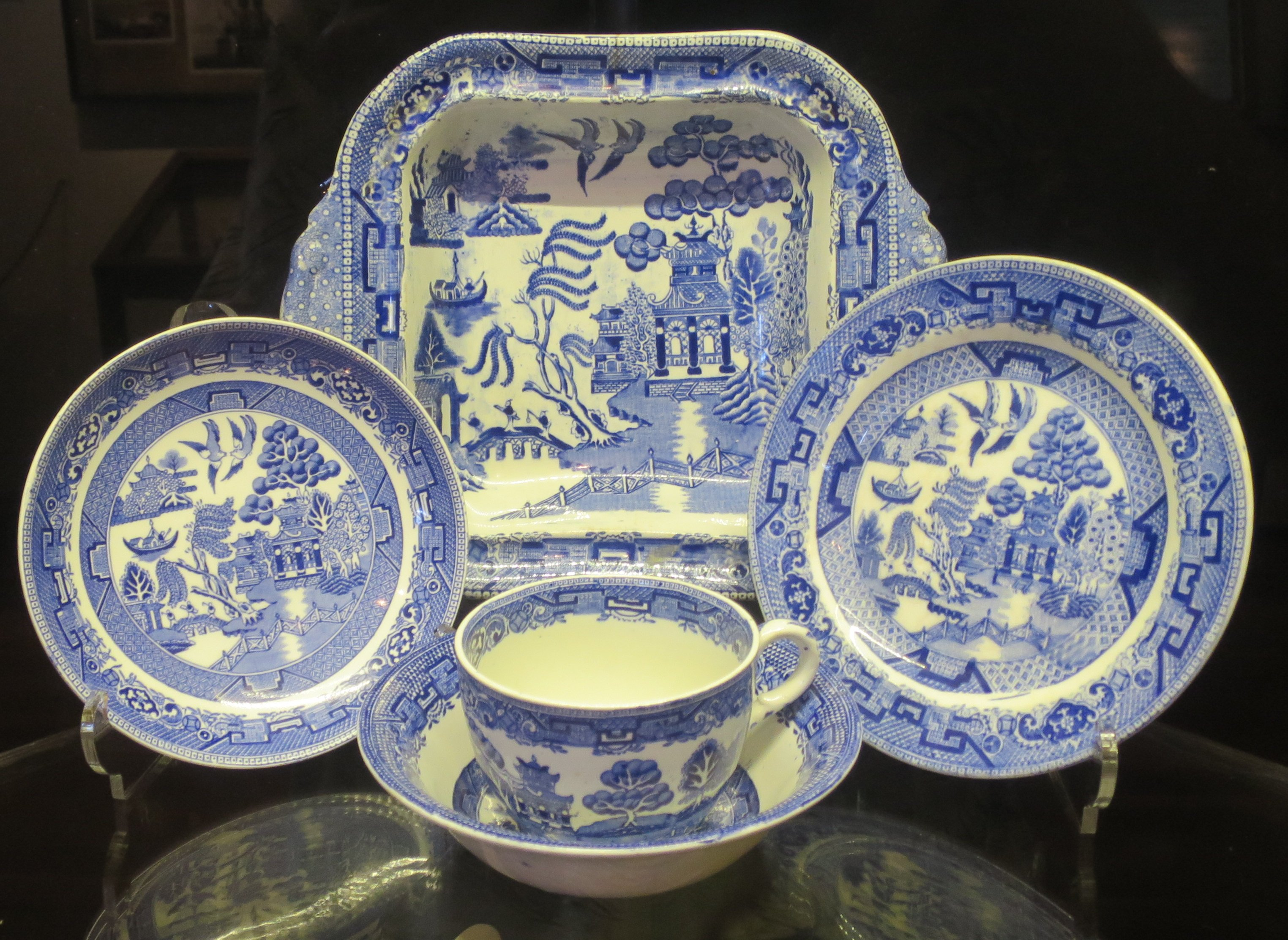
Một vài đồ gốm hoa lam với hoa văn cây liễu, khoảng thập niên 1800. Bảo tàng Di sản Lahaina.